# Историја Лужичких Срба
Преци данашњих Лужичких Срба су лужичкосрпска племена Лужичана и Милчана. Развитак лужичкосрпске етничке заједнице почео је с насељавањем Словена у међуречје Одре и Залеа у периоду 6. до почетка 7. века. Са временом Лужички Срби су се културно и политички диференцирали и од почетка 9. века се распали на око 20 племена (на основној територији од Одре до Залеа, не рачунајући територије западно од Залеа).
У период од 6. до 8. века Лужички Срби су живели у релативно мирним условима. Почев отприлике од Карла Великог почели су војни сукоби са Францима који су трајали до 906. године (само Лужичани и Милчани међу лужичкосрпским племенима у 9. веку су се налазили у релативно мирним условима). Од 883. године већина лужичкосрпских племена источно од Залеа током 12 година улазила је у састав Велике Моравске. У 10. веку, као резултат немачке експанзије, Лужички Срби су изгубили политичку независност.
Од 11. века, са прекидима, територија Лужице — источне периферије некад пространог лужичкосрпског краја — око 300 година била је део тзв. земаља чешке круне на челу с немачким владарима до 1635. године. На подручјима западно од Лабе Лужички Срби су били германизовани у 14. веку (због немачке колонизације 12—13. века). Германизација на десној обали Лабе ишла је спорије и зауставила се на западним границама земаља Лужичана и Милчана (на периферији историјске Лужице).
У средњем веку Лужички Срби су били сеоски народ, док су племство и градови били немачки. У току Тридесетогодишњег рата (1618—1648), када је погинуло више од 50% Лужичких Срба, Лужица је поново прешла под немачку власт.
После пораза Немачке у Првом светском рату део лужичкосрпске интелигенције, на челу с А. Бартом, покушао је 1919. прогласити независну лужичкосрпску државу. Вајмарска република jе наставила антилужичкосрпску политику царске Немачке, Лужички Срби статистички су класифицирани као „националност која умире”. Доласком на власт нациста 1933. године Лужички Срби су били проглашени за „Немце који говоре вендски”, против њих је почео отворени терор. Почетком 1940-их година руководство Немачке планирало је масовну депортацију Лужичких Срба као расно инфериорног елемента: у Алзас-Лорену или тзв. Генерално губернаторство. После Другог светског рата Лужичкосрпски национални комитет, образован у Прагу, поставио је питање о независности Лужице и њеном припајању Чехословачкој.
Лужичким Србима су више пута предсказивали њихову коначну германизацију.

## Средњи век

### Рани средњи век

#### Словени у међуречју Одре и Залеа
Словенска племена су се настанила на територији западно од Лабе коју су људи насељавали већ 15.000 година. У писаним изворима словенско становништво у басену реке Одре се први пут помиње у причи византијског хроничара Прокопија о покрету германског племена Херула око 512. године. Према Прокопију, Херули су изашли из подручја Дунава и кроз словенске („сва племена Склавина”) и ненасељене земље („пространа пуста земља” источно од Лабе и на средњој Одри) дошли до словенског племена Варна у Мекленбургу. У првој половини 6. века, за време Велике сеобе народа, Словени су почели да мигрирају у јужним и западним правцима, и до краја века су заузели велику територију до граница Византије на истоку и Франачке на западу. У међуречју Лабе, Залеа и Одре Словени су се населили негде од 531. до 620. године (након распада Тирингијског краљевства и пре стварања прве западнословенске државе), вероватно, током рата између Франака и германских племена код Лабе. Археолошки подаци потврђују постојање Словена—Срба на територији данашње Немачке у 6. веку: на то указују остаци керамике прашког типа, јамске куће и погребне обичаје. У Доњој Лужици, поред керамике прашког типа, у 6—7. веку постојала је керамика торновског типа, која је била овде доминантна.
Археолог В. Седов је повезивао појављивање Срба између река Залеа и Лабе с „антским миграционим током” који је донео овде из Подунавља „рјусенску групацију Словена”. Научник се придружио закључцима лингвисте О. Трубачова, који је сматрао ранословенски етноним Срби као индоаријски компонент, а „само племе се локализује у Побужји (Геродотова Стара Скитија), то је ипак у антском региону”. Према Х. Шустер-Шевцу од краја 6. века старосрпска племена изашла су с подручја источно од Карпатских планина и кренула кроз Моравска врата и Чешку котлину дуж реке Лабе. Поред река Ниса и Одра српска племена су се сретала с лехитским племенима која се увлачила са истока и североистока. Као резултат, доњолужичкосрпски jезик усвојио је црте пољског и полапско-поморског језика.
Германска племена која су живела источно од Лабе и отишла на југ и запад, у писаним изворима 3. века се више не помињу. Поједине групе Германа су остајале на територији Доње Лужице и у међуречју Лабе и Залеа до 6. века. На неким местима, као што су поред Десау-Мозигкау близу Лабе и у Торновском насељу у Доњој Лужици, очувани су археолошки трагови словенско-германских контаката.
По Мавру Орбинију (1601) Лужички и балкански Срби имају исто порекло — од „Сораба” који имали стару постојбину (према Плинију) у околини мочваре Меотид. Један њихов део кренуо је на југ „у смеру Дунава и горње Мезије”. Други део кренуо је ка северу „преко непрегледних пространстава Сарматије, то јест Пољске, да би на концу продрли у германске земље недалеко Пољске које се данас зову Лужица… Распршивши се околним крајевима, зауставише се између река Зале и Лабе”.
- Керамичке посуде прашке културе у Државном археолошком музеју Кемница
- Протирање топонима у Немачкој са словенским наставком -иц
- Порекло Лужичких Срба према Х. Шустер-Шевцу

##### Лужичкосрпска племена
Лужичкосрпска племена су заузимала пространу територију између Залеа на западу и Квисе/Бобра на истоку, између Рудних гора на jугу и шумског појаса северно од Доње Лужице. У 6—10. веку површина лужичкосрпске територије била је око 40.000 km². Шумски појасеви били су природне границе које су раздвајале Лужичке Србе од суседних група Словена: на југу шуме су покривале Лужичке горе и практички ненасељене Рудне горе, на истоку — обале река Квисе и Бобра, на северу од Ајзенхитенштата до Флеминга се простирала дубока шума. Западна граница компактне лужичкосрпске територије била је река Зале. Одвојена лужичкосрпска села су се налазила дубоко у Тирингији (до реке Мајне) и на североистоку Баварске (на пример Моинвиниди, Раданзвиниди и Набавиниди), где су српско и немачко становништво мирно живело једно поред другог.
Највећа племена су били Лужичани, Милчани, Далеминци, Нижани, Сусли и Хутичани. Племе Лужичана (лат. Lunsizi) живело је северно од Лужичког граничног зида (глсрп. Łužiska wuhroda; сада територија Доње Лужице). Према изворима из 9. века Лужичани су имали 30 градина. Године 932. тај крај се спомиње први пут као Losicin и Lonsicin. Њихов центар почетком 10. века је била градина Liubusua. На обе обале доње Лужичке Нисе у 10. веку је била жупа Слубјана (Селполана, лат. Selpoli). Становништво жупе на почетку је вероватно припадало племену Лужичана. Источно од Лужичке Нисе близу Жарова била је жупа Жарована (лат. Zara). Јужно од Лужичана живело је племе Милчана. У 9. веку Лужичани и Милчани су били одвојени једни од других шумским појасом ширине 30—50 км. Насеља Милчана су се концентрисала на плодним глинастим земљама. Њихов центар је била градина Будишин (сада град Бауцен), који је стајао на стени изнад реке Шпреје. Први пут је споменут у изворима 1002. године као Budisin. Према Баварском географу Милчани око 850. године су имали 30 округа градина. Племе Милчана, попут Лужичана, у 9. веку бројало је око 8000 људи. Баварски географ спомиње мало племе Безунчана (лат. Besunzane) на подручју Герлица. У Дрезденској котлини живело је релативно мало племе Нижана. Северозападно од Нижана живело је племе Далеминаца или Гломача, чији центар је била градина Хана. Северно од Далеминаца на Лаби живели су Нижичани. Поред тога, била су такође племена Коледичана (лат. Colodici), Сусла (лат. Siusili), Хутичана (лат. Chutici). Сусли су се дуго успешно ранили од источнофраначке експанзије. Године 766. у жупи Ветагау почела је одбрамбена борба Словена за независност која се завршила за Лужичке Србе након 200 година, и за све полапске Словене након 400 година (са освајања Рујана). Сербишчани (лат. Zerwisti) близу Цербста и Житичани (лат. Citici) у Зорбига били су имена становништва жупа.
- Лужички Срби у 9. и 11. веку
- Политичка подела лужичкосрпских племена средином 9. века према „Баварском географу”
- Ширење етнонима Surb/Sorb западно и Serb/Sarb источно од Лабе

###### Ширење етнонима „Срби”
Етноним Surb/Sorb је био широко распрострањен од 7. века за означавање Словена који су живели западно од Лабе. Етноним Serb/Sarb припада каснијем времену, он је означавао Словене источно од Лабе. Франачки извори су причали о Surbi (631) или Sorabi (806), који су били локализовани у средњој Лаби. Ред извора 9. века спомињу различита племена (Colodici 839, Siusili 869), други извори 9. века, на пример франачки империјски анали, називали су Србима групу лужичкосрпских племена.
Писмени извори отприлике до 830. године саопштавали су само о племену (gens) Surbi или уопште о Србима (Sorabi). Почев од средине 9. века постојало је до четири или пет политички самосталних племена, укључујући и земљу Срба (regio Surbi) — племенски савез, и одвојена од њега племена Далеминаца, Лужичана, Милчана и Безунчана.
Подручје regio Surbi површине око 18.000 km² се налазило између реке Залеа на западу и краја средње Лабе на истоку. Тај племенски савез имао jе неколико центара. У другој половини 9. века сва четири савеза заједно са другим племенима привремено су се уједињавала против владавине источних Франака.
Источни извори прве половине 10. века помињу Swrbjn и народ Surbi, међутим они не саопштавају о њиховом подробном положају. Немачки суседи називали су Лужичке Србе Сорбима (Sorben) или Вендима.

#### Најстарији период лужичкосрпске историје
Срби (Surbi) први пут се помињу у хроници франачког хроничара Фредегара од 631. године. Ове године лужичкосрпски кнез Дерван, који је предводио народну војску словенских племена Самове државе, извршио поход у Тирингију, где је победио франачког краља Дагоберта.
Године 634/635. херцег Тирингије Радулф после дугих битака победио је Словене и прогнао их из земље. Године 641. након добивања релативне самосталности од Франачке државе Радулф је одлучио закључити савез са суседним Словенима. Од 641. године у току више од 100 година о односима на франачко-лужичкосрпској граници ништа није познато. Године 748. словенски кнезови су учествовали у војном походу против Саксона на страни будућег краља Франака Пипина.

#### Германска експанзија

##### Борба са Францима
Најважнији раносредњовековни извори о 
 историји Лужичких Срба:
 • „Фредегарова хроника” (7. века) 
 • „Баварски географ” (9. века) 
 • „Хроника Титмара Мерсебуршког” (11. века)

Од 6. до 8. века Франци су релативно ретко нападали градине полапских Словена. Почињући од средине 8. века моћна Франачка држава настојала је да освоји земље западних Словена. У борби против Франака, Лужички Срби су били раздвојени, свако племе се борило само. Лужичкосрпски племенски савез је био основни објект експанзије Франака у земље полапских Словена. То је обележило почетак навале германских феудалаца на Словене, познате као Drang nach Osten. Године 766. франачка војска је напала лужичкосрпска племена на средњем току Залеа. У бици код Вајдахабурга на подручју Наумбурга Лужички Срби су претрпели пораз и били принуђени да плате Францима данак. Године 782. се десио устанак племена између Залеа и Лабе који се завршио обарањем франачког јарма. Године 789. Лужички Срби, заједно са Ободритима, учествовали су на страни Франака у великом походу Карла Великог против Љутића. Након што су Франци освојили германско племе Саса и Словена-Љутића, 805. године напали су лужичкосрпско племе Далеминаца на подручју данашњег Мајсена, присиљавајући кнеза Семелу да призна зависност. Године 806. Франци су подигли две тврђаве против Лужичких Срба — Магдебург и тврђаву у близини Халеа, исте године инвазија на лужичкосрпске земље се поновила: битке су се десиле у средњем току Лабе (близу Десау и Цербста), и очигледно у Доњој Лужици (близу Калау). У бици код Гере 806. године пао је кнез Милидух.
На земљама освојених Лужичких Срба Карло Велики је створио граничну област (марку) која је била у 9. веку названа „Српска марка”. Уз границу од Магдебурга до Регензбурга били су изграђене утврђења (тврђаве и војне гарнизоне) — „Limes Sorabicus” (то јест „Српска граница”). Франачки грофови у области „Limes Sorabicus” били су овлашћени да се боре против Лужичких Срба и наплаћују од њих данак. Диденгофенским капитуларом 805. године Карло Велики је забранио извоз оружја у земље Словена и Аварима. Након његове смрти одвојна лужичкосрпска племена подигнула су антифраначке устанке 816, 839, 851 и 856/858. година. Године 839. Лужички Срби, Љутићи и Ободрити привремено су се избавили од господства Франака: у бици код Кезигесбурга (на подручју Кетена) пао је кнез Цимускло. Након поделе Франачке државе 843. године на граници с Лужичким Србима се створило Источнофраначко краљевство. Његов краљ Лудвиг Немачки предузео је нови поход на лужичкосрпске земље које су после освајања биле обавезне на плаћање данка и службу у франачкој војсци. Током похода Лудвига Немачког у Чешку на његовој страни кренула је група лужичкосрпских кнезова. У жељи да очувају своје имовине, представници лужичкосрпског племства прешли су на страну Франака. Такав је био кнез Честибор, који је био убијен као издајник током устанка 858. године. Лужичани, Милчани и Далеминци учествовали су у устанцима и споровима 863, 873/874, 877 и 880. година. Из антифраначког покрета у другој половини 9. века су се развили устанички и војни савези различитих племена који предузимали заједничка дејства против Источнофраначког краљевства. Крајем 9. века владавина Франака је срушена и скоро све лужичкосрпске земље биле су слободне. Укупно у 8—9. веку Франци су предузели 14 војних похода против лужичкосрпских племена код Залеа и Лабе, од којих је највећи био 839. године.
- Лужичкосрпска тврђава Радуш у Доњој Лужици 6—7. века (реконструкција)
- Трагови градине код Остроа у Горњој Лужици[54][55]
- Маркгроф Геро
- Модел Мајсена 10. века — упоришта немачке експанзије против Словена (осн. 929)[56]

##### Велика Моравска
Године 883—895, већина лужичкосрпских племена источно од Залеа била су део Велике Моравске, којој су платила данак. Снага ове државе на крају 9. века омогућавала је да одолева притиску Франака. У то време Словени у земљи Хутичана поразили су источнофраначки пук који се враћао из Чешке. У првој половини 10. века арапски географ Ал-Масуди писао је да је Surbin народ, којег се плаше Словени. Након смрти кнеза Сватоплука, 897. године Лужички Срби су се одвојили од Велике Моравске.

##### Борба с Немцима
У 10. веку у суседству с Лужичким Србима појавиле су се три државе: Немачка на западу (од 919. године), Пољска на истоку и Чешка на југу. Пропаст Великоморавске кнежевине изазвала је оштро погоршање положаја лужичкосрпских племена: то је допустило наследницима Франака — војводама Саксоније да ударе по Лужичким Србима. Претња запоследњих већ почетком 10. века постао је „чувар тирингијске границе” — саксонски војвода Отон Светли, који је послао сина — будућег Хенрика I Птичара против Далеминаца. Ово племе је стало на чело отпора Лужичких Срба против младог Источнофраначког краљевства (Немачке државе). Године 908. Доленчани у савезу с Мађарима извршили су поход у Тирингију и Саксонију. Између 921. и 929. године Хенрик I је отворио освајачке ратове немачких феудалаца против полапских Словена и Чешке.
Године 929. немачки краљ Хенрик I, који је годину раније освојио комшије Лужичких Срба — Хавељане, потчинио је Далеминце, Нижане и Чехове. После двадесетодневне опсаде гломачке градине Гане, његово одрасло становништво било је потпуно убијено, а жене и деца су одведени у ропство. Исте године, да појача своју моћ, Хенрик I је основао на обали Лабе тврђаву Мајсен, која је требало да постане упориште за будуће походе против Лужичких Срба.

У одлучној битки с Немцима Словени гину.
 Њихови гробови су одавно нестали,
 али ноћу на Валенбергу војници оживљавају,
 изађу из гробова и настављају битку.
 Чују се стењања, крици.
 Изнад горе излази крвави одсјај, и људи кажу:
 „Венди се боре поново на Валенбергу”.

„Битка Венда на валу или на Валенбергу код Фишхајма” 
(историјско сказање о борби Словена с Немцима). 

 Види још: Легенда о седам лужичкосрпских краљева
Након освајања Лужичана и Милчана 932. године Хенрик I је дозволио убити све поражене или претворити их у ропство. Године 939. маркгроф Геро је позвао 30 полапских и лужичкосрпских кнезова на своју гозбу за закључивање мира, и на гозби вероломно их је убио. Године 963. на земљи Лужичана провалио је Геро, који их је поново покорио и ударио данак. Године 983. племе Милчана учествовало је у Великом устанку Словена, захваљујући којем су Љутићи и Ободрити успели да сачувају своју независност до 1147. године. Од 995. Милчани су постали део немачке државе и морали су да плате десетину Мајсенској епископији.
Ратови лужичкосрпских племена против освајача у 8—10. веку били су углавном поштени. Тропе сељака и гарнизони градина штитили су политичку и социјалну слободу племена. У ратовима погинули су кнезови Милидух (806) и Цимускло (839), који су били на челу њихових племена. Ратови су довели до тога да су слободни сељаци почели да плаћају порезе, а за већ зависно становништво туђа обавеза је значила повећање пореза. Могућност личног обогаћивања била је доступна одређеним групама горњег слоја становништва. У ратовима 9. и 10. века франачки и немачки освајачи уништили су око 100 лужичкосрпских градина и око 100 села. Сећање на политичку независност Лужичких Срба остало је у епским песмама посвећеним војним догађајима тог времена: „Наши момци иду из рата” и „Победе Лужичких Срба”.

#### Социјално-економски развој
Основно занимање Лужичких Срба било је земљорадња и сточарство. Полапски Словени су гајили пшеницу, јечам, сенф, просо, лан, мак, хмељ и поврће. Хмељ и јечам употребљавали су у пиварству. Мед тада замењивао је шећер. Од њега правили су медовину. Од воска израђивали су свеће за осветљавање куће. За обрађивање оранице користили су дрвени плуг са раоником и дрљачем. Жито се жњело српом. Узгајали су краве, свиње, козе, овце и коње. Коњи су такође коришћени у војне сврхе. Неке породице су имале робове. Такође су се бавили занатом, трговином, риболовом, ловом, пчеларством. Племена су се делила на велике породице и породичне савезе. На лужичкосрпском подручју познато је више од хиљаду патронимичких имена села с наставком -ecy. Неколико села унутар једног племена формирало је жупу (civitas), чији је средиште била градина. Отприлике у 8. веку почело је распадање родовског уређења: сеоска општина је заменила род. На челу племена био је кнез који је водио војску, закључивао уговоре, учествовао на франачким империјским сејмовима. Лужичкосрпски кнезови се помињу углавном у вези са франачко-лужичкосрпским ратовима 9. века. 90% становништва били су слободни сељаци који су чували социјалну и политичку слободу до 10. века. У 9. веку појавили су се лично зависни људи.
Постепено се појавио слој занатлија. Кожари су штавили коже домаћих и дивљих животиња. Полапски Словени су научили да копају и топе гвоздену руду. Ковачи од мочварне руде су израђивали мачеве, врхова копља, секире, ножеве, виле, раонике. У околини Халеа се развијало добијање соли која је у то време била скупа роба. Овде пролазили су трговачки путеви ка западној Европи, Скандинавији и земљама Истока. На трговачком путу из Шпаније према Хазарској држави су се налазили Лајпциг, Будишин и Герлиц. Најзначајнији трговачки центар лужичкосрпских племена био је Торгау. Полапски Словени су трговали с комшијама. Плаћали су тканинама, а од 9. века — сребром. Овде долазили су трговци из Византије и Арабије. У Горњој Лужици (на пример у селу Мешвиц) пронађене су арапске монете 8—9. века. Страни трговци су долазили по балтички ћилибар, као и жито, коже; кунино, самурово, лисичје, даброво крзно. Словени су куповали сребро, накит и гвоздено оружје. Такође су продавали у ропство ратних заробљеника.
Од дрвета Словени су градили градине (укупно у Лужици било је око 200 градина), светилишта, куће и мостове. Градине су изграђене на узвишеностима или на обали водних резервоара за додатну заштиту од напада. Градине округлог или четвероугаоног облика су се састојали од земљаног насипа с колцима који је био окружен дубоким ровом. Улаз у градину водио је кроз мост и дрвену капију. О изградњи такве градине прича арапски путник — Јеврејин Ибрахим ибн Јакуб, који је посетио ова места око 965. године. Градине су служиле као уточиште од пљачкашких напада, место за народну скупштину (већа или сејма), као и седиште вође и његове дружине. У већу се претресала питања рата и мира, заједничких радова (одводњавање мочвара или чишћење шума), изабирао се жупан. У 9. и 10. веку полапски Словени су се налазили у стадијуму развијања војне демократије. До 9. века се формирао је привилегован друштвени слој који се састојао од племенских кнезова (reges), вођа племена (duces) и племства (primores). Градине (civitates) претворили су се у места чувања богатства и ратног плена племства. Оцртао се прелаз к ранофеудалној држави.

#### Религија
О паганској вери Лужичких Срба постоји врло мало података, и они се односе само на обожавање природе. О божанствима писани извори не помињу. Никаква светилишта Лужички Срби у 10. веку нису имали. Светилишта у то доба су се појављивала само код њихових суседа — Љутића, на којима поштовали су бога Сварожића. Мерсебуршки бискуп Титмар извештавао је да је племе Далеминаца обожавало језера и изворе, и прорицало на обали светог језера уз помоћ крви и пепела. Култно место очигледно било је Светенско језеро на подручју Безкова: у његовој близини су се сачувала географска имена Swietengraben („света река”) и Swietenberg („света планина”). На подручју Лајпцига био је свети гај Зутибуре (Светибор): око 1008. године то култно место уништио је мерсебуршки епископ Вигберт, а на његовом месту изградио је хришћанску цркву. О паганизму Словена на реци Зале извештавају извори 11. и 12. века. За разлику од других полапских Словена Лужички Срби нису имали своју државу и државну религију, и покорили су се утицају хришћанства 200 година пре њих.
Већина лужичкосрпских племена имала је веру у посмртни живот, зато су мртвима у гроб стављали храну и неопходне ствари. Милчани су сахрањивали мртве у курганима. Мртвог спаљивали су у ватри, а потом су правили на истом месту гроб: тај обичај је такође распрострањен међу племена Пољске и Чешке. Нека племена у 8. и 9. веку имала су обичај спаљивања или самоспаљивања супруга или робова покојника. Арапски хроничар Ал-Масуди рекао је да су се после смрти краља сами Срби спаљивали. Ти погребни обичаји били су карактеристични само за горњег слоја и привилегованих професионалних група (на пример богатих трговаца). Од 10. и 11. века овде победио је обичај покопавања тела.
Хришћанство лужичкосрпским племенима довели су мисионари (Ћирило и Методије) или у насилној форми Франци и Саксони. Према предањима, Ћирило је посећивао нека лужичка места, укључујући Герлиц. Присуство бохемизама и славизама у хришћанској терминологији Лужичких Срба може сведочи о доласку хришћанства к Лужичким Србима из Чешке у 10. веку, пре немачке колонизације јужних области Лужице. О продирању хришћанства у лужичке земље ћирилометодијске писмености тешко је рећи (Фринта, 1954). Војни походи немачких краљева и феудалаца су се остваривали често под изговором „ширења хришћанства” или „кажњавања пагана”. Освајачи су основали у земљама полапских Словена нове бискупије, а касније почели градити манастире и цркве. Године 948. у земљама Хавељана основана је прва бискупија — Бранденбуршка, а двадесет година касније и у земљама Лужичких Срба — Мерсебуршка, Мајсенска (осн. 968), Наумбуршка и Цајцка бискупије, као и гранична Магдебуршка надбискупија. У Мајсену прва црква је саграђена 938. године. И поред тога што је немачка црква покушавала у сваком случају да ликвидира паганску веру Словена, Лужички Срби су деценијама и вековима настављали да се држе свог паганизма. Пагански култ и полупагански обичаји још у 12. и 13. веку држали су се код Будишина, Губена, Цвикау, Цајца и у другим пределима.
- Лужичко-српски идол у Белгерну
- Новообраћени и сељак са гуском. Рагастов портала цркве у Елстертребницу, почетак 12. века.[68] Споменик старолужичкосрпско-хришћанске уметности.[98]
- Споменик Ћирилу и Методију у Шмохтицу код Бауцена. Отворен је 2000. године.

### Високи средњи век

#### Немачка држава
После освајања Лужичких Срба њихове земље припале су немачким краљевима који су их касније разделили световним и црквеним феудалцима. У 9. и 10. веку код Лужичких Срба се изградила нова друштвена структура. Старо лужичкосрпско племство је углавном истребљено током ратова с Немцима. Неки његови представници прешли су на страну победника и придружили се немачком племству. Маркгрофови, витезови, бискупи и опати били су углавном Немци. Основна маса освојеног становништва сада се састојала од зависних сељака који су трпели основну тежину радова и пореза (у натури — летином, стоком, одећом, медом, сребром, робовима). Доњи слој укључивао је неслободне и робове: они су били лишени свих права, могли су бити продати или размењени. Године 971. четири лужичкосрпска племена су плаћала данак робовима, а почетком 11. века је мајсенски маркгроф Гунцелин продао лужичкосрпске зависне сељаке јеврејским трговцима. Године 1040. у жупи Зурба источно од Наумбурга се први пут помиње смурди: они су били подложни правним и економским ограничењима. Било је још и слободних сељака који су плаћали државне порезе. Многи од њих су били немачки насељеници, а у њиховом поседу били су земљишта, шуме и ливаде. Одвојену групу сељака формирали су „витезови”. Зависни слојеви становништва према својој националности били су углавном Лужички Срби. На лужичкосрпској територији биле су створене маркгрофовије. На земљама Лужичана се појавила Источна марка, а касније — Лужичка марка, на земљама милчана — Мајсенска марка, на осталих земљама Лужичких Срба — Мерсебуршка и Цајцка марке. На челу марака били су тирингијски и саксонски грофови.
Године 1002. између немачког краља Хајнриха Светог и пољског кнеза Болеслава Храброг избио је рат за поседовање лужичкосрпских земаља. Победу су одржали Пољаци који су освојили Мајсен, Штрелу и Будишинску тврђаву. Током сукоба земља Далеминаца била је опустошена и око 3000 заробљених становника били су одведени у Пољску. 30. јануара 1018. године закључен је Будишински мир, према коме су лужичка и милчанска земље припале Пољској. Године 1029. Мешко II дошао је до Залеа, опљачкао крај и одвео са собом заробљенике. Између 1028. и 1031. године су се десили нови сукоби, због чега је немачки краљ Конрад II успео да врати ове земље под власт Немаца.
Године 1003. од немачког краљевства су се одвојили Милчани. Ускоро у зимско време овамо провалио је Хајнрих II, опустошио крај и немилосрдно покорио Милчане. Отада војни отпор лужичкосрпских племена за независност коначно се угасио.
У другој половини 11. века мерсебуршки бискуп Вернер тражио је да му пошаље „књиге на словенском језику”. Мајсенска бискупија до 1402. године се потчињавала Магдебуршком надбискупу, након чега је потчињена непосредно римском папи. Од 1066. до 1106. године на челу епископије био је свети Бено — покровитељ Лужичких Срба. По учењу језика Бено се често појављивао у Лужици, посебно у Геди, где је око 1076. године дозволио основати цркву. Године 1248. је основан цистерцијански манастир Мариенштерн, који се звао „Јутарња звезда”. Будишин и Каменц важе као најстарије парохије на лужичкосрпским земљама. У Будишину 1240. године изграђена је црква свете Марије, 1280. године — црква светог Николе. У Кроствицу прва црква била је изграђена око 1225. године, а први познати парохијски свештеник био је неки Прибислав 1248. године. У Радибору прва црква била је изграђена 1270. године, у Витихенауу — око 1230. године.
У 11. и 12. веку у биткама и ратовима на словенском подручју умро је велики број људи, многа села су спаљена. Земље полапских Словена у то време биле су насељене релативно ретко. Шуме се простирале од Рудних планина до околине данашњег Лајпцига, много шума било је такође у Лужици. У земљорадњи до 13. века се примењивао двопољни систем који је био замењен касније тропољним системом. У 11. и 12. веку месна земљишта су обрађивали углавном Лужички Срби. У близини данашњег града Плауен лужичкосрпски сељаци у овом периоду основали су око 80 села. Крчење шуме у Лужици довело је до повећања земљорадничких површина. У то време појавила су се готово сва села у Лужичкој голи — на граници Горње и Доње Лужице. Крчење jе одражено у лужичкосрпским називима села: Лаз (Лоза), Палов (Пола), Требин (Требендорф), Спале (Шпола) и другим. Извори 12. века саопштавају о провинцији Swurbelant („земља Срба”) источно од Залеа.
Речи старолужичкосрпског језика се садрже у Магдебуршким глосама из 12. века (на пример израз: Boch moie = deus meus). У „Хроници” Титмара Мерсебуршког 10—11. века се сачувала најстарија лужичкосрпска и западнословенска реченица: ukriovolsa = w kri volsa („у жбуну је јова”).
Број Лужичких Срба од 11. до краја 13. века се повећао са 160.000 на 320.000 људи. Подручје расељавања Лужичких Срба површине 40.000 km² се простирало од реке Залеа на западу до реке Бубр на истоку. Густо насељена лужичкосрпска подручја била су околина Лајпцига, Алтенбурга, Будишинска покрајина и Лужичка марка.
- Марке на земљама Лужичких Срба,
 око 1000.
- Лужица у држави Болеслава Храброг,
 око 1000.[100]
- Лужички Србин (лево). Илустрација из „Саксонског огледала”
- Оснивање села и суд уз учешће Словена (при дну лево)[ж]

##### Немачка колонизација (око 1150—1300)
Немачка колонизација лужичкосрпских земаља трајала је око 150 година: од око 1150. до 1300. године. Немачки и фламански сељаци намамљени су за колонизацију земаља источно од Залеа и Лабе током позива на крсташки рат против Словена 1147. године. Колонисти су покушали да избегну феудално угњетавање. Први који је почео насељавање лужичкосрпских земаља био је Випрехт фон Гројч, који је водио порекло из словенског племства и сродио се са Пшемисловићима. Године 1104. Випрехт је дао фрањевским сељацима земљиште у близини Лаузика.
У другој половини 12. и у 13. веку колонизација је достигла још веће величина. Посебно подржавали су колонизацију магдебуршки надбискупи (првенствено Вихман) и мајсенски маркгрофови. Саксонски, тирингијски, фламански и франконски сељаци су се насељавали првенствено у Рудним планинама, Фогтланду, у басену река Залеа и Мулдеа. Они су основали насеља западно од Лабе и на планинском подручју Лужице. Горња и Доња Лужица су већ била довољно густо насељена подручја, због тога су се тамо немачки колонисти могли да населе само у малом броју. У поређењу с новим насељеницима лужичкосрпски сељаци су били феудално зависни и плаћали велики порези. Број колониста је био 150—200 хиљада људи. Донели су са собом нове методе земљорадње, као и побољшана оруђа и алат. С колонизацијом појавила су се нова села, градови и манастири. Немачки колонисти су примали земљу у наслеђено поседовање и користили се слободом кретања.
Колонизација у 12. и 13. веку је била праћена истеривањем овдашњег словенског становништва. Тако, на пример, 1149. године нојнбуршки бенедиктински манастир протерао је са земље која је купљена у округу Клетш близу Дессауа, неверне Словене и уселио овде „нове насељенике хришћанске вере”. Године 1159. опат баленштетског манастира продао је словенска села на подручју Мулдеа фламанским насељеницима који су протерали одавде овдашње мештане. Као резултат повећане германизације на подручјима западно од Лабе и Залеа од 13. до 15. века Лужички Срби били су асимиловани од немачког становништва. Томе су доприносили разлике у правном положају Немаца и Лужичких Срба, као и забрана употребе лужичкосрпског језика која се уводила од 14. века. Лужички Срби су били ограничени у правима већ у „Саксонском огледалу” 13. века: на пример, Лужички Србин није имао право да суди Немца.
Многа имена немачких насеља у овом крају имају словенско порекло: Дрезден — Drezgjany (некад „људи који живе у мочварном крају”), Лајпциг — некад „Липово место”. Старолужичкосрпски топоними се садрже у Герсфелдском запису десетина из 9. века и Горњолужичкој граничној повељи из 13. века. Већина топонима која се налазе између река Одре и Лабе имају у свом саставу словенске корене. Немачко порекло имају имена насеља која су настала током немачке колонизације. Немачки колонисти су променили многа словенска имена на своj начин: на пример, Брјазина („село поред бреза”) почело се звати Бризен. Неке лужичкосрпске имена једноставно преведене су на немачки језик: на пример, Дубе се претворио у Ајхов. У тим градовима и селима где су се населили немачки колонисти, појавиле су се „вендске улице” које су постојале у неким градовима у другој половини 20. века (на пример у Дрездену и Брауншвајгу).

#### Припајање Лужице земљама чешке круне
У 13. веку уместо имена племенских удружења се појавила покрајинска имена: Доња Лужица (племена Лужичана) и Горња Лужица (племена Милчана и Далеминаца). У периоду од 1076. до 1084. године и од 1158. до 1253. године територија Горње Лужице (такозвани Будишински крај, Budissiner Land) била је део Чешке. Године 1317. бранденбуршки маркгроф Валдемар је заузео Лужице. Распламсала се дуга борба за Лужицу, због чега је победио чешки краљ Јован Луксембуршки. Године 1319. Чешкој припала је Горња Лужица, а за време Карла IV 1373. године — Доња Лужица.
Обе Лужице су улазиле у посед Чешке краљевине до 1635. године. Положај Лужице у саставу Чешке краљевине, на челу којој били су немачки владари, није могао да доприносе схватању Лужичким Србима свог националног идентитета. Тако, на пример, цар Карло IV је подржавао германизацију саме Чешке. Немачко феудално племство и немачки становници града у чешком периоду чували су у својим рукама кључне позиције.
- Поседи чешке круне
 (1335—1635)
- Чешки лав у Мариенштерну[132]
- Чешки мост преко Шпреје на Чешком путу у Горњој Лужици
- Таласи немачке колонизације

##### Градови
Лужичкосрпска села су се разликовала у њиховом планирању: они су била гомиласта, улична или са кружним размештајем дворишта. У плодним подручјима Горње Лужице градили су брвнаре. Горњи спрат је представљао фахверк. Словенска села од 12. века попуњавала су се немачким трговцима и занатлијама који су добијали посебна права. У већини градова лужичкосрпски и немачки трговци и занатлије живели су и радили заједно. Од 14. века Лужички Срби су били ограничени у правима и слободама: за трговце је забрањен приступ у градске савете, а за занатлије — приступ у цехове. Од 1293. године у Бернбургу, а од 1327. године у Лајпцигу, Цвикауу и Алтенбургу била је забрањена употреба лужичкосрпског језика у суду.
У 13. веку у градовима источно од Лабе се развијало градско право које је регулисало питања самоуправе, судске, финансијске и одбрамбене функције града, као и слободу грађана. Либен је добио градско право око 1220. године, Лебау — до 1221. године, Каменц — 1225. године, Калау — 1230. године, Цитау — око 1230. године, Губен — 1235. године, Будишин — 1240. године и Шпремберг — 1250. године. Та лужичка насеља као градови постојала су и раније. Тако, Будишин као Budusin civitatem први пут се помиње 1002. године. У 14. веку градови су се нагло развијали. Истовремено се повећавао број становништва. У Герлицу око 1400. године живело је 8000 људи, у Будишину — више од 5000 људи. Велики градови насељавали су углавном Немци. У Будишину Лужички Срби су чинили око трећину становништва града. У малим градовима, као што су Бад Мускау, Вајсенберг, Фечау, Витихенау, Дребкау, Либенау, Пајц, Пулсниц, Хојерсверда живели су скоро само Лужички Срби.
Највиши слој грађана био је патрицијат који је укључивао имућне породице трговаца: они су заузимали кључне дужности у градовима (градоначелник, чланови градског већа). Понекад су чланови градског већа били и Лужички Срби, као на пример у Лебауу 1336. године. У Каменцу Лужички Србин по имену Никил Вент 1362. године заузимао је дужност градоначелника. У то време у Будишину живио је познати златар „Jacoff — der Windische goltsmid”, који jе био Лужички Србин. Занатлије које су се удруживале у цехове, чиниле већину становништва градова. У почетку Лужички Срби су били у цеховима као грнчари, кожари, млинари, месари, пекари, кројачи, обућари, сукнари, ткачи, трговци крзна. О занатлијама које су некада живеле у градовима Лужице, подсећају називи улица: тако, у Будишину до сада сачувани су називи Грнчарска, Кожарска, Месарска и Сукнена улице. Постепено приступ Лужичких Срба у цехове био је онемогућен. Неки цехови су захтевали од оних који су хтели да се придруже њима доказе немачког порекла у четвртој генерацији.
Године 1346. у Лебауу је основан Савез шест градова, који је укључивао горњолужичке градове Лебау, Будишин, Герлиц, Каменц, Цитау и Лубањ. Савез је морао да заштити градове од витезова-пљачкаша који су често нападали трговце који су полазили према Чешкој. Лошу репутацију уживали су замкови поред Киршау и на Ојбину. Године 1350. војска Савеза први пут уништила је замак поред Киршауа. Међутим, замак је убрзо обновљен, и напади на трговце су наставили. Године 1359. војска Савеза поново се кренула против замка поред Киршауа, и након крваве битке коначно га је уништила.

### Касни средњи век
У 15. веку становништво је патило од ратова, пожара, глади и епидемија. Сељаци су често трпели тешку оскудицу. Куће сељаци су градили од дрвета и глине, кров покривали сламом. Домаће потрепштине биле су скромне, посуђе било је дрвено. Спавали су онда на слами, покривали се ћебетом од гушчијег пера. Главна храна сељака била је просена каша и хлеб од раженог или овсеног брашна. Градски део лужичкосрпског становништва живео је углавном ван градске територије у предграђама. До средине 15. века број Лужичких Срба вероватно је износио не мање од 170.000 људи, од којих је 70.000 живело у Лужици. У 15. веку на подручју Мајсена под претњом смртне казне било је забрањено говорити лужичкосрпски. Године 1424. употреба лужичкосрпског језика на суду у Мајсену била је забрањена. Реч „Wende” се схватала као увреда. Тако, 1488. године становник Ошаца је морао да плати новчану казну због тога што овом речју назвао једног Немца. Међутим, у Лужици у ово време језичке забране нису били познате. У Лужицама лужичкосрпски језик је остајао на селу, у трговини, занатству, црквама и пред судом.
Град Будишин (Budissin) био је на раскрсници трговачких пута од Халеа до Вроцлава и од Бранденбурга до Прага. Скоро 35% становништва града око 1400. године чинили су Лужички Срби. У градовима Калау и Витихенау Лужички Срби су превладавали. Занатлије су чиниле већину становништва града 14. века, нису учествовали у градском управљању. Они нису се слагали са привилегованим положајем трговаца. Ова ситуација довела је до узбуђења у Герлицу (1380), а касније у Цитауу и Лебауу. Године 1391. чешки краљ Вацлав IV одлучио је да градско веће има шест трговаца и шест занатлија, и трговци и занатлије наизменично да заузимају дужност градоначелника. Након одлуке градског већа Будишина о повећању пореза занатлије 20. маја 1405. године подигли су оружани устанак под вођством сукненог мајстора П. Прузлице. Побуњеници су изабрали ново градско веће које је укључивало немачке и лужичкосрпске занатлије. У 15. веку у Лужици су се појавиле братства. Тако, на пример, 1410. године у Лебауу је основано братство Св. Марије.
Године 1424. хусити су опколили лужички град Цитау и разорили манастир на Ојбину. Следеће године 1800 хусита је напало Лебау, погинуло је много становника. Године 1427. хуситска војска која се упућивала у Шлеску, запалила манастир Мариентал. Године 1429. они су запалили и опљачкали манастир Мариенштерн. После тога су уништили парохијску цркву у Ралбицу, потпуно спалили село Котен, опљачкали и делимично спалили Витихенау; према предању, убили 1.200 становника Каменца. У октобру 1429. године хусити су опколили Будишин. Градски писар П. Прајшвиц покушао је да обавести опсаднике о слабим тачкама у одбрани Будишина, али је био ухваћен на делу и погубљен за издају. Година 1430. и 1431. хусити су опет продрли у Лужицу. Током похода у Доњу Лужицу они су напали градове Дребкау, Губен, Калау и Лукау. Године 1434. у битки код Липана хусити били су поражени.
Година 1469—1490. Горња Лужица је била под влашћу мађарског краља Матије Корвина, у чијој канцеларији и били су формулисани појмови „Горња Лужица” и „Доња Лужица” да би разграничити део Лужице коју су заузели Мађари од остале — Доње Лужице.
У Доњој Лужици Лужички Срби су чинили већину становништва. Крајем 15. и почетком 16. века Саксонија је постала центар рударства, што је довело до протеривања Лужичке Срба из земаља богатих рудним богатствима. На територију између Чешке и Лужице устремили су се немачки рудари. Лужички Срби су се претворили у словенско острво, окружено са свих страна Немцима.
- Словен и Немац у загрљају. Гросбрембах, 15. век[148]
- Споменик Матије Корвина из 1486. године у Бауцену. Рад лужичкосрпског резбара Брициуса Гауског[149]
- „Хуситски прозор” у Мариенштерну[144]
- Црква у Бризену са изузетним фрескама 15. века[150]

## Нови век

### Доба реформације
„Немамо довољно података, колико дуго
 још се чувао лужичкосрпски као живи језик
 на левој обали лапској, може се, међутим,
 претпостављати да је у 16. веку потпуно изумро
 у западној лужичкосрпској земљи”.

Чешки археолог Ј. Неуступни (1946)
Подручје, насељено Лужичким Србима, у изворима је познато на латинском као Vandalia (Wendenland) или ређе — Sorabia (последњи израз у језичком погледу је потпуно идентичан појму Serby, којим Лужички Срби у то време су означавали своје подручје). Величина краја Sorabia 1550. године је приказана на карти Р. Андреа Das Sprachgebiet der Lausitzer Wenden, издатој 1874. године. Око 1500. године компактна језичка лужичкосрпска територија била је око 16.000 km², овде је живело око 195.000 људи, од којих је било више од 160.000 Лужичких Срба. На овој територији било је 1850 лужичкосрпских и 22 немачка села. Од 16. века у Лужици се шири други талас немачке колонизације која је имала за последицу битну германизацију становништва.
Током ширења реформације у немачким земљама већина Лужичких Срба прихватила је лутеранску евангелистичку веру. Католицизам се сачувао само на земљама које су припадале саборној цркви Светог Петра у Будишину и манастирима у Горњој Лужици. М. Лутер 1511. године коначно се настанио близу Лужице, у Витенбергу — граду који, према сведочанству самог Лутера, био је „словенска земља”. У Лужици Лутерово учење су усрдно ширили лужичкосрпски свештеници Ј. Брисман из Котбуса и П. Босак из Гроспоствица. Гроспоствиц баш је била прва српска парохија која је прихватила нову веру. У Каменцу ново учење су почели да проповедају 1527. године. У Радибору, где се становништво противило увођењу лутеранске вере грофовима Минквиц и Хаугвиц, религиозни сукоби су трајали стотину година (1575—1675).
У албертинском делу Саксоније Георг Брадат (1500—1539) придржавао се католицизма. Представници пак ернестинске линије Ветина — Фридрих Мудар и Јохан Тврди су подржали реформацију. Наконе смрти Георга Брадатог, власт је наследио његов брат Хајнрих, у чијем времену лутеранство нашло је широку примену. Године 1560. последњи мајсенски бискуп Јохан IX предао је будишинском декану Ј. Лајзентриту бискупски печат. Након тога Јохан IX прешао је у лутеранску веру, а цар и папски нунциј 1562. године поставили су Лајзентрита за администратора Лужице. Од лужичкосрпског варијанта имена Јохан, које су носили последњи мајсенски бискупи и први будишински декан, католици су се до 20. века називали „подјански”, то јест који су били „испод Јана”. Кроз лутеранство појачавале су се везе с Немачком, католици Лужице пак су се окретали према Чешској и Пољској. Протестантски свештеници почели су да се упише на немачке универзитете: на Витенбершки (од 1538. године), Франкфуртски (од 1539. године), у Халеу и Лајпцигу. Католичких свештеника припремали су у Прагу (од 1627. године), Вроцлаву и Кракову.
Године 1550. било је званично дозвољено богослужење на лужичкосрпском језику. У то време појавила се лужичкосрпска писменост са два алфабета: лутерани су користили немачки алфабет, а католици — латински. Основна маса Лужичких Срба постали су иноверци у погледу Чеха и Пољака који су били претежно католици. Лужичкосрпски лутерани затражили су савет поводом превода Библије на лужичкосрпски језик од М. Лутера и добили су од њега следећи одговор: „Зашто ћете почињати узалудан напор? Шта вам недостаје немачких књига? Па кроз сто година од лужичкосрпског језика неће бити ни трага ни гласа”. Лутер је сматрао Лужичке Србе за „pessima omnium natio” — најгори од свих народа, пошто их је презирао због сујеверног и паганског понашања. Године 1514. Ј. Рак је основао у Котбусу гимназију која се касније називала Universitas Serborum. Године 1548. М. Јакубица, који је служио као свештеник у близини града Жари (сада у Пољској), превео је на лужичкосрпски језик Нови завет. Јакубица није нашао никога ко је желео да га штампа, и превод је остао у рукопису. Године 1574. истакнути радник лужичке реформације А. Молер издао је прву лужичкосрпску штампану књигу. Ову књигу је наштампао М. Волраб у Будишину. Године 1597. свештеник из Гедаа В. Варихиј дозволио је наштампати у Будишину горњолужичкосрпски превод Лутеровог катехизиса. У другој половини 16. века згожелецки историчар Х. Манлиј (ум. 1575) написао је дело Commentariorum rerum Lusaticarum о историји Горње и Доње Лужице. Године 1575. у Гедау била је основана лужичкосрпска латинска школа.
У јуну 1525. године чешки краљ је послао повељу градовима Горње Лужице о потреби спречити избијања устанака у селима. Међутим, под утицајем учења Т. Минцера у селима били су сељачки немири. У Рајхвалду сељаци су протерали велепоседника, а у Либерозеу су убили. Године 1525. у околини Хојерсверде су се десили највећи немири, у којима су учествовали сељаци из више од 40 села. Они су кренули на Праг, где су предали своје жалбе и молбе краљу. Али по повратку у Лужицу њихов вођа Г. Тварнушки, био је затворен. Након немилосрдних мука Тварнушки је одао имена дванаест сељачких вођа, и убрзо је умро. Ови вође били су затворени у Будишину. Године 1548. у околини Лукауа у Доњој Лужици десио се сељачки устанак који се завршио смртној казни његовог вођа, међу којима је био и Ј. Борик.
- Jезичко подручје Лужичких Срба (1550—1872)
- Најстарија карта Горње Лужице из 1593. године (оријентисана је на југ) с немачко-лужичкосрпском језичком границом[149]
- на карти Europa regina (1570)
- Грб  (1605)[176]
- Грб  (1605)[177]

### Тридесетогодишњи рат (1618—1648) и повратак Лужице под немачку власт
Током Тридесетогодишњег рата у Лужици су се више пута догађали сукоби ратних војска. Становништво је патило од контрибуција, пљачки, пожара и епидемија (првенствено од куге). Саксонске, шведске, царске војске (у саставу последњих били су Мађари и Хрвати) пљачкале су свако село кроз које су пролазиле. Војници су мучили, а често и убијали оне који нису успели да побегну или сакрију у шуми. У Гнашвицу од тринаест спаљених окућница сељака остала је жива само једна старија жена. Село Гермаројц код Котбуса су пљачкало шест хиљада плаћеника. Уточиште за сеоске становнике су биле дубоке шуме и неприступачне мочваре. Око 60 мушкараца и више од стотину жена са децом и стоком 14 дана су се скривали у такозваном Токаништу (Baltze), где су стоци запушавали чељусти, да не би рекала од глади. У Кроствицу Швеђани су опљачкали цркву, а свештенику одсекли уши. Сеоски становници су успели да прогну Швеђане и ослободе свештеника. Швеђани су кренули даље и запалили манастир Мариенштерн, опљачкали цркву у Розенталу и заузели све драгоцености.
Међу градовима у Тридесетогодишњем рату посебно су страдали Будишин и Котбус. Будишин је више пута био под опсадом. Године 1620. граду се приближавала војска Саксонаца који га је запалили и убили много становника. Током битке између саксонског и чешког трупа Будишин је готово потпуно изгорео: од 1500 кућа само 182 су остале неоштећене, 500 људи је погинуло. Године 1638. Будишин су освајали Швеђани који опљачкали сва оближња села. У јесен 1639. године Будишин је освојила шведска војска под командом Ј. Ванке. Након девет дана граду се приближила саксонска војска на челу са Детлефом фон Веделбушом, а мало касније дошла је шведска војска на челу са генералом Хансоном. У нади да прогну Саксонце ван града, Швеђани су направили нови пожар, у којем је била уништена црква Светог Николе (сада су рушевине). Војници су донели у Лужицу болести које су изазвале епидемије. Тако, године 1631—1632. у Будишину се разбеснела куга, од које је умрло неколико хиљада људи. Године 1634. се десио највећи пожар, који уништио око 700 људи.
До 1635. године многи градови и села су опстели (укључујући и као резултат куге) и заувек су престали да постоје. Једно од таквих села — Варкаст код Милквица изабрао је лужичкосрпски писац Ј. Вингер (ум. 1918) као узорак за стварање приче „Гронов”. Становништво лужичкосрпске територије је смањило за више од половине (током Тридесетогодишњег рата погинуло је више од 50% Лужичких Срба), а у неким подручјима — од две трећине. На периферији Лужице се повећао број немачких пресељеника, што је повукло даље смањивање лужичкосрпског језичког подручја.
Према Прашком миру 1635. године Горња и већина Доње Лужице који су око 300 година улазиле у састав земаља Чешке краљевине, биле су припојени Саксонији. Бранденбург је добио земље „вендског” округа Курмарке и округа Котбус.
- Пожар Будишина (1634)
- Војник убија сељаке. Гравира Х. У. Франка (1645)[181]
- Црква Св. Николе у Бауцену — рушевине од времена Тридесетогодишњег рата[182]

### Доба Просветитељства
У Лужици се населило неколико хиљада религиозних емиграната из Француске, Чешке и других земаља. У Берлину је компоновао црквену музику Ј. Кругер (ум. 1662). Ј. Хојнан, који је служио као парох у Доњој Лужици, на „захтев пријатеља и домовини у корист” 1650. године написао је прву граматику на лужичкосрпском језику Linguae Vandalicae ad dialectum Cotbusiani formandae aliquis Conatus. Међутим тај рукопис није био издат. Отприлике у то време ректор из Калауа Ј. Ермелиус саставил је први лужичкосрпски буквар. Године 1679. у Прагу је била издата лужичкосрпска граматика језуита из Витихенауа Ј. К. Тицина под називом „Основи лужичкосрпског језика који се зове такође вандалски”.
М. Френцел је превео Нови завет на горњолужичкосрпски jезик и разрадио лужичкосрпски правопис. Године 1697. М. Френцел предао је своје књиге заједно с писмом руском цару Петру I, који је путовао у Холандију кроз Саксонију. Френцел је поздрављао цара као владара људи „који на нашем лужичкосрпском или сарматском језику говоре и који су наша браћа”. Френцел изразио је радост што је Петар ушао у Дрезден — „град који су подигли Лужички Срби”. Син М. Френцела, А. Френцел је био историчар и сорабиста. Пољак Ј. Б. Фабрициус је служио као свештеник у Доњој Лужици, и, научивши лужичкосрпски језик, преводио религиозне књиге на котбуско наречје. Фабрициус је основао у Карену (сада градска четврт Котбуса) лужичкосрпску штампарију, где 1706. године издао Мали Катехизис, а 1709. године — Нови завет. Године 1706. у Прагу је основана Лужичка семинарија која била је предодређена за студирање лужичкосрпске омладине. У 18. веку подручје око Котбуса се претворило у центар доњолужичког књиженвог језика. Током гоњења на лужичкосрпски језик за време пруског краља Фридриха Вилхелма I, Фабрициус је подржавао очување лужичкосрпских школа на подручју Котбуса. Године 1716. лужичкосрпски студенти Лајпцишког универзитета основали су Лужичкосрпско проповедничко друштво. У првој половини 18. века на лужичкосрпском језику су се појавиле песме световног садржаја, укључујући и између ученика губенске гимназије. Светован песник био је парох у Нешвицу Ј. Мењ (ум. 1785). Техничким достигнућима се прославио „саксонски Архимед” Х. Загродник (ум. 1727) из Кватица.
Парох при лужичкосрпској цркви у Котбусу Ј. Б. Резак скупљао је лужичкосрпске рукописе и штампане књиге које су касније предате Котбуској гимназији. Такву литературу скупљао је такође парох у Малшвицу П. Поних, чији рад су наставили синови, а после њихове смрти фондови су припали лајпцишком Лужичкосрпском проповедничком друштву. Године 1779. у Герлицу је основано Горњолужичко друштво наука, чији су чланови били немачки и лужичкосрпски научници. Године 1782. Ј. Горчански издао је књигу „Размишљања горњолужичког Србина о судбини свог народа…”. Уметник Х. Т. Вела jе цртао пејзаже, међу којима су биле Кавкаске планине. Како сорабиста показао се евангелистички свештеник Г. Б. Шерах. Црквени живот у Лужици развијао је бискуп Ј. Воски. Свештеник у Радибору Ј. М. Валда је састављао религиозне песме. Песник Ј. Мењ у песми „Лужичкосрпског језика могућности и величање у поетској песми” приказао је богатство и лепоту лужичкосрпског језика. У 18. веку на лужичкосрпском језику било је издато око 200 књига.
У 18. веку лужичкосрпски просветитељи почели су да схватају своју припадност не само ка словенском него и ка немачком свету. Немачки научници такође показивали су интересовање за културу и језик Лужичких Срба. Бивши члан Лужичкосрпског проповедничког друштва Г. Кернер 1766. године издао је рад „Филолошко-критичка расуђивања о вендском језику и његовој користи за науке”. Свештеник из Горње Лужице К. Кнаут 1767. године издао је дело „Подробна црквена историја такозваних горњолужичких Србо-Венда”, која је постала као енциклопедија сорабистике. Ј. Г. Хауптман је био аутор „Доњолужичке вендске граматике”.
- Будишин (1709). Десно: Лужичко-
српска капија која је некад водила у лужичкосрпску четврт града[203]
- Нови Завет
 М. Френ-
цела (1706)
- Нови Завет
 Б. Фабри-
циуса
 (1709)
- Светски сат Х. Захродника-Гертнера[204]

#### Положај сељака
Након завршетка Тридесетогодишњег рата и склапања Вестфалског мира поља су остајала необрађена и становништво је живело у беди од глади. Сада су сељаци одрађивали кулук својим оруђем од изласка до заласка сунца, шест дана у недељи. Велепоседници су заузимали напуштена домаћинства, мењали их на фолварке, терали кмете с њихових окућница и присвајали окућнице себи. Некадашњи начини одрађивања кулука остајали су само у великим поседима, укључујући и у Будишинском деканату, у манастирима Мариенштерн и Мариентал. Поред обрађивања велепоседничке земље, кметови су извршавали и друге обавезе, укључујући оправку путева, стрижу оваца, предење лана и вуне, учешће у лову, ноћну стражу, уплату свадбеног пореза и пореза на крштење. Велепоседник из Зоневалдеа је наплаћивао од сељака псећи порез. Велепоседник је имао право примењивати према сељацима телесну казну. Сељаци били су тучени, закључавани у букагије, од њих су отимали последње зрнце.
Феудални јарам лужичкосрпског и немачког становништва у Лужици је био праћен одбијањем сељака испуњења дужности, њиховим бекством, наоружаним сељачким устанцима. Лужички сељаци су бежали у Чешку, Саксонију и Бранденбург. Нови поседници нису били заинтересовани за одавање сељаке пређашњим поседницима. Од 1631. до 1720. године из Лужице бежало је вероватно од шест до осам хиљада сељака. Због тога лужичкосрпски језик у реду села је потпуно ишчезнуо.
Године 1712. на подручју Хојерсверде се десио сељачки устанак. Спорови са сељацима нису престајали до 1720. године, док није курфирст Саксоније послао војску против „побуњеничких” сељака. Отприлике у исто време су се десили устанци лужичкосрпских сељака у 55 селима на подручју Котбуса. Сељаци су захтевали укидање свих обавеза, у супротном случају претили да протерају све земљопоседнике. Године 1715. одржано је састајање земљопоседника у Котбусу, на којем се разматрао отпор сељака. Око четири хиљаде сељака су се скупиле у доњолужичком селу Радуш, одакле желели да крене ка краљу за Берлин. Ови сељаци били су разбијени од краљевске војске, а њихови вођи — Ханс Леман и Мето Далиц из Вербена били су одвезени за Кустрин и осуђени на доживотни затвор.
Током Седмогодишњег рата (1756—1763) Лужички Срби Саксоније требало је да ратују против Лужичких Срба Пруске. Кроз Лужицу више пута су пролазили најамници војски тражећи од града и села уплату високих пореза. Читаве села су била спаљена. 14. октобра 1758. године код села Хохкирх се десила једна од најкрвавијих битака Седмогодишњег рата између пруске и аустријске војске.
Градоначелник Герлица С. А. Сокр у делу Über die Erziehung des Landvolkes in der Oberlausitz (1781) сматрао је да су лужичкосрпски обичаји и постојање два језика једна од главних узрока „незнања и варварства сеоског народа”. К. Г. Шмит — аутор књига Briefe über Herrnhut und andere Orte der Oberlausitz (1787) и Briefe über die Niederlausitz (1789), писао је да Лужички Срби имају укорењену неистребљиву мржњу према Немцима и да су људи необразовани и сујеверни.
Адвокат Ј. М. Будар (ум. 1789) из Горње Лужице је помагао сиромашнима, и оставио у наслеђе Лужичким Србима свој иметак: тај фонд са величином око 56.000 талира је трајао до прве четвртине 20. века, кад био поједен инфлацијом која је започела у Немачкој 1923. године.
Године 1790. у Саксонији су се десила сељачка узбуђења која су била проузрокована сушом и лошом летином. У овим условима на подручјима села Гебелн, Каупа и Шпревизе вода реке Клајне Шпре је била одведена у велепоседничка поља. Заустављање воденица довело је до недостатка брашна и хлеба. Ово је изазвало устанак са бројем око 600 људи. Године 1794. саксонски курфирст одгодио је славље дана Свете Марије (25. март) на сутрадан, да би су сељаци тог дана одрађивали кулук. Сељаци евангелистичких парохија у Гредицу, Кенигсварти, Кликсу, Лози и Малшвицу нису се сложили с тим, и пошли тог дана у цркву. После тога велепоседник у Лози Хенрих фон Мушвиц под претњом казне је захтевао од сељака да замоле за опроштај. 29. јул расрђени сељаци кренули су са батинама на велепоседничко двориште, где добили са велепоседника обећање да неће више захтевати од њих молбе за опроштај и никог кажњавати. 11. август дрводеља Цушка из Вајсколма заједно са 24 другим вођима устанка у Лози били су ухапшени и осуђени на казне и затвор.
- Скулптура Лужичке семинарије у Прагу
 М. В. Екела
- Соба у лужичкосрпској сељачкој кући.
 Око 1750. године.
 Музеј у Зенфтенбергу
- Илустрација из књиге Х. Б. Шераха о шумском пчеларству (1774)
- Слика
 Х. Т. Веле (око 1800. године)

#### Антилужичкосрпска политикау Пруској
У Горњој Лужици у 17. и 18. веку саксонске власти, плашећи се рекатолизације, спроводили су умерену политику и нису стварали тешкоће у развоју лужичкосрпског језика. У Пруској за време краља Фридриха I почео је талас немачке колонизације Лужице. Тако, у „вендском” округу (на подручју Котбуса) појавило се 51 ново село. На германизацију Лужичких Срба било је управљено мноштво указа и наредби, од којих најважнији су били следећи:
- Година 1667: курфирст Фридрих Вилхелм је забранио лужичкосрпске књиге и наредио одстранити лужичкосрпске проповеднике из Курмарке.
- Година 1668: конзисториј доњолужичке маркгрофовије jе разрадио план ликвидације лужичкосрпског jезика у маркгрофовији.
- Године 1705. и 1762: у црквама и школама мужаковских села је уведена забрана лужичкоспских књига.
- Година 1717: наредба краља Фридриха Вилхелма I о одстрањивању лужичкосрпског језика из образовања.
- Година 1735: наредба Фридриха Вилхелма I свештеницима и учитељима о улагању свих напора за германизацију Лужичких Срба.[216]

У поређењу с почетком 16. века подручје компактног насељавања Лужичких Срба до краја 18. века се смањило више од два пута. У Горњој Лужици је било око 500 лужичкосрпских села, у Доњој — око 300; још око 200 лужичкосрпских села су остајала изван Лужице. Према томе за 150 година природне асимилације и политике германизације у Горњој Лужици је нестало 90, а у Доњој Лужици — до 300 лужичкосрпских села.

### 19. век

#### Прва половина 19. века
Немачке власти су виделе узрок необразованости Лужичких Срба у њиховом „оскудном језику” који је требало искоренити. Године 1813. Ј. Шиндлар у Доњој Лужици издао jе „Мали немачко-вендско-руско-пољски речник”. Д. Б. Глован је објавио поучна дела, проповеде и црквене песме; иступао за коришћење у школском обучавању, упоредо с немачким, лужичкосрпског језика. Ј. Дејка је био издавач горњолужичких новина „Лужичкосрпски приповедач и курир” које су излазиле од 1809. до 1812. године и иступале против германизације.
Лужички Срби били су у редовима саксонске војске током Наполеонове кампање у Русију зими 1812. године. Године 1813. била је битка код Бауцена између Француза и Саксонаца, с једне стране, и Пруса и Руса, с друге стране. Лужички Срби су учествовали у битки код Лајпцига 1813. године. Бечки конгрес 1815. године је поново поделио Лужицу: знатан део Саксонског краљевства заједно са читавом Доњом Лужицом и северним и источним делом горњолужичке маркгрофовије су улазили у састав Пруске. 200 хиљада Лужичких Срба су се нашли у поседима Пруске, 50 хиљада остали у Саксонији. Доња Лужица с котбуским подручјем је улазила у састав административног округа Франкфурт (провинција Бранденбург), а северни део Горње Лужице — у састав административног округа Лигниц (провинција Шлеска). На подручју саксонског дела Горње Лужице је створена посебна маркгрофовија.
У то време се појачао добровољан прелаз Лужичких Срба од једнојезичности ка лужичкосрпско-немачкој двојезичности. Година 1820-их — 1830-их представници лужичкосрпске интелигенције су иступили за очување лужичкосрпског језика у школама. У Грајфенхајну, Грауштајну, Зорнову, Лози и Лојтену се појачао отпор Лужичких Срба против германизације у школама и цркви. Година 1820-их државно проверавање у школама саксонског дела Горње Лужице открило је да деца не знају немачког језика. Тако, на пример, у селу Вуршен немачки језик је остајао за децу исти такав туђ као латински и грчки. Католички бискуп и просветитељ Ф. Ј. Лок (ум. 1831) доприносио је развитку католичког и евангелистичког школовања у саксонском делу Горње Лужице. Лок је основао нове школе у Будишину и Витихенауу. Године 1817. у Будишину је основана Покрајинско-сталешка учитељска семинарија, која је припремала католичке и евангелистичке учитеље. Од 1832. до 1846. године кроз семинарију је прошло око 50 лужичкосрпских учитеља. Године 1835. у Саксонији је изашао нови закон о школовању, према коме лужичкосрпска деца су добијала образовање на немачком и лужичкосрпском језику. У лужичкосрпских школама било је дозвољено коришћење Библије и катехизиса на лужичкосрпском језику.
У Пруској кметска зависност је укинута најпре на котбуском подручју 1819. године, а године 1821. — на другим подручјима пруске Лужице. У Саксонији кметска зависност је трајала до 1832. године. При том, пруски сељаци су морали да откупљују феудалне обавезе. У првој половини 19. века број Лужичких Срба се смањио са 245 хиљада на 164 хиљаде људи, што је било последица унутрашње миграције и знатног одлива становништва у потрази за послом у друга подручја Немачке.
- Битка код Будишина. Наполеон седи на белом коњу.
- Ј. А. Смолер — лидер будитеља[226]
- Смолерова карта (1843). Приказана је подељена Лужица.[ј]
- Саксо-пруски гранични стубови на пијаци у Кенигсварти, постављени према Бечком конгресу[92]

##### Народни препород
Национално буђење Лужичких Срба је почело у Горњој Лужици између 1830-их и 1840-их година. Из учвршћеног слоја имућних сељака произишла је млада генерација која је учила гимназију, студирала у школама Прага, Лајпцига и Бреслауа. Овде су се упознавали са радницима чешког и словачког народног препорода: Ј. Добровским, Ј. Е. Пуркињем, В. Ханком и Ј. Коларом. Лужичкосрпски радници Б. А. Клин и Х. Љубенски су обновили Лужичкосрпско проповедничко друштво — „Сорабију”) у Лајпцигу. На иницијативу Љубенског је састављен речник и „Кратка граматика лужичкосрпског језика према будишинском дијалекту”. Централна фигура лужичкосрпског препорода — Ј. А. Смолер је основао у Бреслауу Академско друштво лужичке историје и језика. М. Домашка, К. А. Мосак-Клосопољски и Ј. Х. Имиш ce основали у Будишину -Societas slavica Budissinensis}-. Појавила су се друштва семинариста Swoboda и Lubin. Из друштава су потекли такви лужичкосрпски патриоти, као Ј. Вјела Радисерб и К. А. Коцор. Лужичкосрпски католици у Прагу су основали друштво «Сербовка», које је морало да штити лужичкосрпски језик и побуђује љубав према лужичкосрпском народу. Из тог друштва су потекли М. Горник, М. Андрицки, Ј. Барт Ћишински. Године 1839. Лужицу је посетио словачки радник Љ. Штур, који је написао чланак о новооткривеној у Саксонији словенској народности и први је дао другим Словенима вест о њој и њеном буђењу (Гилфердинг, 1868). Његов чланак је преведен и у руско-пољској „Денници”. Почетком 1840-их година Лужицу је посетио руски фололог И. Срезњевски, који открио Лужичких Срба за руску науку.
Године 1842. научник Ј. П. Јордан је издавао часопис -Jutrnička}-. Х. Зејлер је основао новине „Тиђенска новина”. Ј. Смолер је издао збирку „Песме горњо- и доњолужичких Срба”. Користећи речи Х. Зејлера, компонист К. А. Коцор је компоновао песму „Лепа Лужица”. Захваљујући настојањима Ј. Смолера је основано научно-просветно друштво Матица лужичкосрпска. За публиковање научних радова и књижевних дела је основан Часопис Матице лужичкосрпске. Током пола века свог постојања Матица лужичкосрпска је наштампала 330 хиљада примерака публикација.

##### Национални покрет током револуције (1848—1849)
Током револуције у Немачкој 1848. године текстилни радници у пруско-лужичким градовима Котбусу, Зенфтенбергу, Пајцу, Шпрембергу тражили су рад и повећање личног дохотка. Скоро у свим пруско-лужичким градовима радници, занатлије и интелигенција су основали политичке клубове. 13. октобра 1848. године је основано Демократско централно друштво Доње Лужице. Године 1848. котбуски обласни саветник фон Вердек је основао недељни лист на лужичкосрпском језику Bramborski Serbski Casnik, чији редактор од 1864. до 1915. године био је К. Швела.
Током револуције у Аустријској сељаци су иступили за ликвидацију феудалних односа. 17. марта 1848. године више од 150 сељака из 39 села, који су се потчињавали манастиру Мариенштерн, скупили се у Лејну. У петицији опатици манастира од 31. марта сељаци, између осталог, тражили су уклањање велепоседничке ренте, предају правосуђа држави. У марту 1848. године сељаци из Кенигсварте су захтевали од велепоседника продуживање уплате ренте од 55 до 100 и 110 година. Слични захтеви постављали су сељаци из 44 села код Будишина, из Гаусига и Халбендорфа и других места. По угледу градова сељаци Горње Лужице су стварали друштва за одбрану својих захтева. Покровитељ сељачког покрета у пруској Горњој Лужици — Х. Зејлер у новембру 1848. године је основао лужичкосрпско сељачко друштво. Основне методе сељачке борбе за мењање друштвених и политичких односа у селу биле су петиције. Руководећу улогу у покрету сељака играло је сељачко друштво из Радибора. У петицији обласном ландтагу Саксоније која је била донета на састанцима у Борницу и Кватицу, сељаци ce захтевали равноправност лужичкосрпског језика.
Ослонац сељачког покрета били су сеоски учитељи (укључујући и Ј. Бартка, Ј. Радисерба Велу, Ј. Мелду, К. А. Коцора), а такође демократске снаге Будишинског и Каменског патриотског друштва. 25. марта 1848. године Ј. Вела и Ј. Бартко су почели да издају недељни лист Serbski Nowinkar, у којем причали о развоју револуције у Европи, иступали за равноправност Лужичких Срба. Велики значај за лужичкосрпски национални покрет имала је петиција саксонској влади за равноправност Лужичких Срба, позната као Матична петиција или „Велика молба Лужичких Срба”. У њеној разради узели су учешће свештеници Х. Имиш, Х. Броск, Ј. Кучанк, М. Домашка и учитељи Ј. Бартко и Ј. Мелда. Матична петиција је садржавала захтев о праву коришћења лужичкосрпског језика у лужичкосрпским школама, црквеним службама (недељним и празничним данима) и судском поступку (саслушавање, заштита, записник и пресуда на лужичкосрпском језику).
На Словенски конгрес у Прагу 1848. године од Лужичких Срба је позвано до 30 делегата, ипак узео је учешћа само П. Јордан. 5. септембра 1848. године је образовано друштво Serbske rěčenske towarstwo под председништвом јункера Хуго Зајферта. До априла 1849. године оно је уједињавало 22 лужичкосрпска друштва од око две хиљаде члана. То је била прва у историји организација која је обухватала скоро читаво лужичкосрпско подручје Горње Лужице. После пораза револуције лужичкосрпски народни покрет се стишао, скоро сва лужичкосрпска друштва била су распуштена.

#### Друга половина 19. века
У Пруској закон 1850. године је укинуо за сељаке феудалне обавезе. У Саксонији након пет година ликвидиран је феудални суд. Због слабог развитка индустрије у Лужици није било довољно радних места. Све већи број омладине у потрази за радом је одлазио из Лужице. У Дрездену лужичкосрпска омладина преко маклера се запошљавала на специјалном сајму који се редовно одржавао 2. јануара.
Сиромаштво средином 19. века присиљавало је велики број људи да емигрирају из Европе у прекоморске земље. У Лужици 1848. године на чело групе емиграната у Аустралију је стао свештеник Каплер из Вајсенберга. Године 1854. новом групом лужичкосрпских емиграната из Горње Лужице бројем око 600 људи у САД руководио је евангелистички свештеник Ј. Килиан. У Тексасу емигранти су основали насеље Сербин, у којем лужичкосрпски језик се користио у школама и богослужењу до смрти Килианова сина — Хермана 1920. године. Насеља емиграната из Доње Лужице у Аустралији код Мелбурна била су мања по величини и расејана.
Немачки капиталисти су градили у Лужици железнице, оснивали добијање угља и хемијску индустрију. Текстилна индустрија у Лужици била је концентрисана у Котбусу, Финстервалдеу, Форсту и Шпрембергу. У Мужаковској голи се појавила стакларска индустрија. Године 1872. северно од Зенфтенберга почела је производња брикета од мрког угља. У 1880-тим годинама у Лужици били су отворени нови површински копови мрког угља и брикетне фабрике. Пошто лужичкосрпске буржоазије није било, Лужички Срби могли су да учествују у тим предузећима само у својству радне снаге. Тешки положај сељака подстицао их је да прелазе у радничку класу. Са развитком индустрије у Лужицу почели су да долазе на посао Италијани, Пољаци, Словаци и Украјинци. Лужичкосрпски радници су губили везе са селом и лужичкосрпским језиком.
- Лутеранска црква у Сербину (САД)
- Готички лужичко-
српски календар (1855)
- Споменик М. Горнику — највећем будитељу после А. Смолера[248]
- „Историја лужичко-
српског народа” (1861)

##### Нови замах националног покрета
Незадовољеност лужичкосрпског народа и повећање емиграције је побудило 1851. године владу Саксоније да упути у Лужицу комисију за испитивање односа у школама. Васпитавање лужичкосрпских ученика у словенском духу било је забрањено. Предавање лужичкосрпског језика било је скраћено саксонском владом од четири до једног сата недељно. Године 1862. на подручјима Ротенбурга и Хојерсверде, где су се обучавало 5000 лужичкосрпских и 1500 немачких ученика школа, било је дозвољено предавање на лужичкосрпском језику. Године 1856. лужичкосрпски језик је био дозвољен у котбуској гимназији. У нову генерацију лужичкосрпске интелигенције су ушли Ј. Е. Велан, М. Горник, К. А. Јенч, Х. Јордан, К. Швела и К. А. Фидлер. Године 1860. у редакцији М. Горника почело је издавање часописа Łužičan.
Будишин је био центар културног и научног живота Лужичких Срба. Године 1851. у Будишину се појавила Католичка учитељска семинарија. Године 1860. овде је основан хор Lumir. Године 1862. у Будишину одржана је прва позоришна представа на лужичкосрпском језику. Године 1866. је наштампан речник горњолужичкосрпског језика К. Б. Пфула. У то време су се показале прве лужичкосрпске песникиње Х. Вичазец и М. Имишова. Године 1862. су се појавила католичко и евангелистичко друштва која је распрострањивала лужичкосрпске књиге. До Ускрса 1884. године евангелистичко друштво је издало 286 хиљада примерака литературе.

###### Политика германизације у Немачком царству
„Вендско школовање и вендско богослужење
 у самом центру исконски немачких земаља је срамота
 у веку тријумфа националних принципа. Вендско
 свештенство, које је заражено својим идеалима,
 лишено је највише врлине свих времена и народа —
 љубави према Домовини”.

Немачке новине Шлезише Цајтунг (1885).
Немачки канцелар О. Бизмарк је планирао коначну германизацију источних провинција Пруске помоћу политике „културкампф”. Немачки је постао једини језик у службеној сфери и предавању. У Немачком царству се развила политика, управљена против Лужичких Срба, с циљем брзе и, по могућности, тихе германизације. Новине су саопштавале о слабој животној вољи лужичкосрпског народа и његовој брзој смрти. Фалсификовали се подаци при бројању становништва у Лужици. Делатност лужичкосрпских патриота се обесцењивала као музејски посао. Немачке националности у Немачкој су се разматрали као туђе, и због тога — као штетни елементи. Немачки етнограф Р. Андре је писао о тихом одумирању лужичкосрпског народа и његовог језика.
Године 1875. власти Лигница су објавиле наредбу о одстрањивању лужичкосрпског језика из школа пруског дела Горње Лужице. Учитељи, који су извршивали жестоку германизацију деце, примали су новчане награде из специјалног фонда. Средином 1870-их година из школовања били су изузети двојезички уџбеници. Лигницки школски саветник Бок, који је држао у потчињености школе Доње Лужице, обратио се к својим учитељима с таквим речима: „Морате да помажете искорењивању лужичкосрпског језика. Лужичкосрпски народ у сваком случају умире. Па за њ ће бити боље убрзати његову агонију”. Деци под претњом телесних казни било је забрањено да говоре једни са другима на матерњем језику. Са одстрањивањем лужичкосрпског језика у високим педагошким школама Рајхенбаха и Хојерсверде било је прекинуто припремање лужичкосрпских учитеља у Пруској. Године 1888. пруски министар фон Гослар је наредио одстранити лужичкосрпско школовање у гимназији Котбуса. Лужичкосрпски учитељи су се премештали у немачке школе. Свештеник из Шлајфеа Ј. Е. Велан, који је иступао против гоњења лужичкосрпског језика у цркви и школама, био је стављен под надзор полиције. Од 1848. до 1880. године број лужичкосрпских парохија Доње Лужице, које су имале своје лужичкосрпске свештенике, се смањио са 42 на 18. Редовне црквене службе на лужичкосрпском језику се одржавале само у 14 парохија. При том, у немачким парохијама 1885—1886. године било је 17 лужичкосрпских свештеника. Године 1885. конзисториј у Бреслауу је забранио лужичкосрпско молитвено обучавање.
После 1871. године нови талас истискивања лужичкосрпског језика из школе и цркве је почео такође у Саксонији. 26. априла 1873. године овде је био донет закон о школовању који је ограничавао, али није забрањивао употребу лужичкосрпског језика. Према томе, политика германизације у Саксонији се разликовала од политике у Пруској. У саксонском делу Горње Лужице мере против лужичкосрпског језика су изазивале отпор са стране Лужичких Срба. Године 1876. лужичкосрпски буквар имали су само 12 од 51 лужичкосрпске школе Бауценског школског округа.

###### Развитак културе
Јаког утицаја на лужичкосрпски национални покрет у борби за права лужичкосрпског језика у друштвеном животу, школи и цркви средином 1870-их година имали су „младосрби” — нова генерација лужичкосрпске интелигенције која се ујединила око Ј. Барта Ћишинског, А. Муке, Б. Крауца и Ј. А. Холана. Етнограф А. Мука је извршио демографска истраживања која су резултирала објављивањем 1884—1886. године подробног рада „Статистика Лужичких Срба”. Године 1875. Ј. Барт Ћишински и А. Мука су одржали у Кроствицу први збор лужичкосрпских студената — „схађованку”. За заштиту матерњег језика и културе у последњој трећини 19. века Лужички Срби су се скупљали у сеоским друштвима која се стварала углавном у саксонском делу Горње Лужице. У Доњој Лужици 1880. године се појавило доњолужичко одељење Матице лужичкосрпске. Године 1883. А. Мука је предложио да створи савез лужичкосрпских друштава. Године 1884. је изашла из штампе прва опширна „Историја лужичкосрпског народа” у коауторству с пољским историчаром В. Богуславским и М. Горником.
У Доњој Лужици се појавило друштво ученика средњих школа Zwěsk serbskich pśijaśelow. Његов први председник 1891. године постао је В. Нови. Прилично великог утицаја на националне погледе Лужичких Срба имали су немачки словенофилски етнографи, песници и публицисти. Тако, немачки научник пореклом из Хановера Г. Зауервајн од 1875. године је често посећивао Лужицу, научио оба лужичкосрпска језика и писао на њима песме. У својим чланцима Г. Зауервајн је иступао у заштиту Лужичких Срба од германизације и шовинистичких напада.
Са развитком капитализма већина сељака је осиромашила. У то време у Горњој Лужици су основана друштва лужичкосрпских сељака: у Хојерсверди 1884. године и у Паншвиц-Кукауу 1888. године. У другим селима су се појавила штедна друштва. У Доњој Лужици пруски барон фон Вердек је иступио са иницијативом уједињавања лужичкосрпских и немачких сељака. Ј. Барт Ћишински, М. Горник, М. Андрицки и Г. Кубаш су подржали покрет сељачких друштава.
- Улица у лужичкосрпском селу Котен (1896)
- Лужичкосрпско имање у Требендорфу (1896)
- „Преглед хиљадугодишње борбе…” (1897)
- Националне мањине Немачке, укључујући Лужичких Срба и Пољака (1906)

### Почетак 20. века
У Лужичкој голи су се развијали угљенокопи и фабрике, и лужичкосрпски сељаци су били принуђени да се пресељавају у градове, укључујући Вајсвасер, Зенфтенберг и Шпремберг. Крајем 19. и почетком 20. века територија Лужичких Срба се скратила на подручју града Герлица у Горњој Лужици и градова Котбус, Зефтенберг, Шпремберг у Доњој Лужици, где су откривена налазишта мрког угља. Године 1907. заступници синдиката лужичких угљенокопа и Друштва доњолужичких угљених фабрика су поставили захтеве угљеним предузимачима, укључујући повећање плата, скраћење прековремених сата, двосатни одмор током дванаестсатног рада. Са доласком светске економске кризе (1900—1903) мали и средњи сељаци су још више осиромашили, и у Горњој Лужици се појачао сељачки демократски покрет. По повратку Ј. Барта Ћишинског у домовину 1903. године националне идеје „младосрба” су се испреплеле с лужичкосрпским сељачким покретом који је био усмерен против привилегија велепоседника. Сељаци Горње Лужице су се борили за ревизију ловачког закона. А. Барт је пропагирао идеју насељеничког покрета. За наредног развитка лужичкосрпског националног покрета велики значај имала је предизборна борба у петом и осмом изборним подручјима 1909. године која се завршила победом лужичкосрпског покрета.
После смрти Ј. Барта Ћишинског 1909. године на чело лужичкосрпског националног покрета стали су млади патриоти: А. Барт, Ј. Дворник, Ф. Краљ, М. Навка, Ј. Слоденк, Б. Швела. Немачки публицист пангерманских убеђења Курд фон Штранц 1904. године у часопису Nord und Süd тако је износио своје мишљење о Лужичким Србима: „Нека лужичкосрпски језик даље живи на вечеринкама са предењем и у старим песмама, али у друштвеном животу, у цркви и школи он мора да ишчезне. Ово је национална дужност установа, у чијој је власти судбина овог малог народа”. Године 1910. и 1912. Лужички Срби саксонског дела Горње Лужице уз активно учешће А. Барта протестовали су против школске политике која је била усмерена на уништавање лужичкосрпског језика. Године 1912. Лужички Срби су поставили нове захтеве властима Саксоније, између осталог, да би децу у школама учили не само читати, али и писати лужичкосрпски, и да би школовање на лужичкосрпском језику се водило не само у првом и другом, али у свим разредима.
У то време су основана нова лужичкосрпска друштва која нашла широку примену и у пруском делу Лужице. Године 1911. у Лози се појавило друштво „Хандриј Зејлер”, које на почетку свог постојања имало 200 чланова. Године 1912. било је 10 централних и 51 месно друштво. Поред лужичкосрпских друштава у селима били су такође немачка удружења. Од 1900. до 1914. године лужичкосрпска друштва су организовала око 250 позоришних представљања. Године 1897. почело је грађење Лужичкосрпског дома. 13. октобра 1912. године у Хојерсверди је одржан састанак заступника 31 лужичкосрпског друштва која су имала више него три хиљаде чланова. На састанку било је изабрано привремено руководство Савеза Лужичких Срба — „Домовине”. Током Првог светског рата многи Лужички Срби били су упућени на фронт. Издавање већине лужичкосрпских новина и часописа је престало.

## Савремено доба

### Вајмарска република

#### Национални покрет (1918—1919)
Почетком новембра 1918. године, када у Немачкој је почела револуција, лужичкосрпски посланици ландтага Саксоније А. Барт и М. Кокла су затражили право Лужичких Срба на признавање националности и заштиту матерњег језика. 13. новембра саксонски краљ се одрекао престола и Саксонија је постала република. Истог дана је образован Лужичкосрпски национални комитет (Serbski narodny wuběrk, ЛСНК). Представници лужичкосрпског народа су изабрали за председника А. Барта. Протоколист комитета постао је учитељ гимназије Ј. Брил. Крајем новембра комитет је објавио програм који је предвиђао куповање свих великих поседа површином више него 80 хектара и расподелу ораће земље између сељака и пољопривредних радника. ЛСНК је иступао за аутономију Лужице и равноправност националних мањина — равноправно представљање у парламенту, употреба лужичкосрпског језика у судовима и државним установама, стварање у Лајпцишком универзитету катедре за сорабистику и школске установе за припремање наставника лужичкосрпског језика. При том, није било питања о лужичкосрпској држави: ова мисао потекла је од пријатеља Лужичких Срба — А. Черног из Прага. Свештеници католичке и евангелистичке вере су одбијали сепаратистичка расположења. Власти Немачке су се бојале „чешке опасности” — жеље Лужичких Срба да се прикључе Чехословачкој, чија влада није намеравала да припаја Лужичке Србе у састав државе.
Године 1919. А. Барт и Ј. Брил су учествовали у саставу чехословачке делегације на Париској конференцији, захтевајући стварања независне државе. Позивајући се на „14 тачака” Вилсона, лужичкосрпски лидери су поставили захтев о самоопредељењу. Министар спољних послова Чехословачке Е. Бенеш је подржао полагања Лужичких Срба на националну равноправност. За поткрепљење ових тежња Адолф Черни је направио карту Лужице. У броју службеног издања ЛСНК-а — Serbske Słowo од 25. јануара 1919. године се саопштавало да „Лужички Срби предају решење своје судбине у руке Антанте. Лужички Срби немају намере ни да остају у саставу немачког савеза ни оснују заједно са Чесима једну републику… Они хоћу слободну лужичкосрпску државу. За тај захтев иступају Лужички Срби обеју конфесија”. 5. фебруара Е. Бенеш је покренуо лужичкосрпско питање пред Саветом десеторице. 11. априла А. Барт и Ј. Брил ce поднели меморандум у име ЛСНК-а под називом Mémoire sur la question des Serbes de Lusace. С обзиром на ратна припремања немачке владе, меморандум је садржавао захтев припајања лужичкосрпског дела Лужице Чехословачкој (максимални програм) или стварања независне од Немачке републике у границама етнографске територије Лужичких Срба које су биле оивичене А. Муком 1880. и 1884. године (минимални програм). Ипак у пројекту мировног уговора с Немачком у мају Лужички Срби се нису спомињали. 12. јуна А. Барт се обратио руководиоцима делегација земаља-победника с молбом указати у мировном уговору с Немачком услов о заштити националних мањина.
Дана 2. октобра 1919. године при пресецању чехословачко-немачке границе А. Барт је био ухапшен. 21. јануара 1920. године Царевински суд у Лајпцигу је осудио А. Барта за „велеиздају” на три месеца затвора са издржавањем казне у тврђави у Померанији (Голењов — тадашњи Голнов). Државне инстанце Немачке су одлучиле да игноришу захтеве Лужичких Срба, и истовремено пазе на активност лужичкосрпског националног покрета. 20. јуна 1919. године чланови ЛСНК-а: А. Мука, М. Навка, Ј. Дучман, Б. Добруцки, П. Гантуш, Ј. Гицка (отац) и Ј. Гицка (син) су били осуђени у Бауцену за слање докумената у иностранство, и добили затворске и новчане казне. Лужички Срби и њихови пријатеља у иностранству су иступили за ослобођење А. Барта. 1. марта 1920. године чехословачки министар Е. Бенеш и немачки посланик у Прагу Самуел Сенгер склопили су споразум о ограничењу културне подршке Лужичких Срба од стране Чехословачке и превременом ослобођењу А. Барта. На овом послератни (политички) покрет Лужичких Срба се завршио. 2. септембра 1920. године А. Барт је био ослобођен из затвора на основу амнестије.
- А. Барт је иступао за одвајање Лужице од Немачке
- Прокламација о стварању лужичкосрпске државе
- Лужичко-
српска Лужица.
 А. Мука (1886)
- Лужица и Чехословачка на карти Париске мировне конференције (1919—1920)

#### Друштвени живот
Члан 113. Вајмарског устава (1919) предвиђао је државно-правну заштиту националних мањина. 2. новембра 1919. године у Бауцену је одржан велики лужичкосрпски народни састанак који је донео одлуку о стварању Лужичке народне партије. Она је била оријентисана на лужичкосрпске и немачке раднике Лужице. Програм партије је предвиђао националне, социјалне и економске захтеве, укључујући и захтеве националне равноправности и културне самосталности Лужичких Срба, заштиту лужичкосрпског језика у цркви, школи и у друштвеном животу.
У марту 1919. године су основана сељачко трговачко друштво Лужичкосрпски сељак и Лужичкосрпско привредно друштво у Бауцену с филијалама у Котбусу, Витихенауу и Вајсвасеру. У септембру 1919. године у Бауцену је отворена Лужичкосрпска народна банка, чији је задатак била помоћ сељацима у куповању парцела и подршка културне делатности Лужичких Срба. Година 1920. и 1921. је поново почела посао „Домовина”, која од 1921. године одржавала годишње конгресе. Године 1920, по угледу на чешко спортско друштво „Соко”, Лужички Срби су створили свој „Соко” у Лужици. Године 1923. је створен Савез лужичкосрпских певачких друштава, 1924 — Позоришни савез. Године 1925. се појавио Лужичкосрпски народни савет за спољополитичко представљање интереса лужичкосрпског народа. Године 1926. је образован Лужички сељачки савез. Представници Лужичких Срба су ушли у образовани 1924. године Савез националних мањина Немачке. Током међуратног периода је издавало 12 лужичкосрпских новина и часописа, лепа књижевност и научна литература.
У то време центар научних истраживања је била Матица лужичкосрпска са богатом лужичкосрпском библиотеком у Бауцену. У Котбусу било је самостално доњолужичко одељење Матице лужичкосрпске. Постепено центар сорабистике после 1918. године постао је Праг.

#### Политика германизације
Супротно Лужичкосрпском националном комитету (1919. године) створио се алтернативни покрет „Верни саксонски Венди”, у чије редове су улазили учитељи са „општенемачким начином мишљења” и имућни сељаци. Године 1920. при влади је створено „Вендско одељење”, чији је задатак било „појачање рада на увођењу општенемачких идеала у вендским подручјима, помоћ широком објашњавалачком раду о издајничком према држави карактеру сваких вендских националних тежња” и „раскринкавање вендске националне свести као непријатељске према држави”. Статистички уред вајмарске Немачке и статистички уреди Пруске и Саксоније класифицирали су Лужичке Србе као „националност која умире” (absterbende Nationalitaten), као „остаци националности која је постепено апсорбована од германства”. Године 1921. је обновљена Мајсенска бискупија, чији је задатак било појачање немачког утицаја на лужичкосрпске католике. Године 1922. на иницијативу државе и Ватикана мајсенски бискуп К. Шрајбер је ликвидирао Лужичкосрпску семинарију у Прагу, као резултат су обустављене давне везе између лужичкосрпских католика и словенских суседа.
После објављења 1919. године школског закона који је гарантовао наставе из лужичкосрпског језика три сата недељно, матерњи језик је настављао да се потискује из образовних плана, а такође из богослужења. У катедралу лужичкосрпских католика у Бауцену 1925. године место Лужичког Србина за свештеника је био постављен Немац. До 1930-их година у црквама Доње Лужице је остало само три лужичкосрпска свештеника који су говорили лужичкосрпски. Учитељи-германизатори су примали „источну повишицу”. Националистичка штампа је организовала регуларне кампање против Лужичких Срба. Деци је било забрањено да говоре лужичкосрпски у породици и на одморима у школи (у меморандуму влади Немачке од 1931. године Лужички Срби су писали: „нашој деци је забрањено у школи, а често и ван школе да разговарају међу собом на матерњем језику”). Као и раније, немачки учитељи су обилазили куће, тражећи од родитеља да не говоре са децом лужичкосрпски.
Године 1927. секретар Горњолужичког друштва наука Рихард Јехт је писао о Лужичким Србима пруског дела Горње Лужице, да нису Лужички Срби, који су живели углавном пољопривредом, играли никакву политичку улогу. И само у 19. и 20. веку шачица лужичкосрпских студената који су били подстрекавани од чешких, пољских и руских панслависта, вештачки је оживила лужичкосрпско питање. Године 1925. у Саксонији и Пруској живело је око 71.000 Лужичких Срба. Година 1920-их — 1930-их лужичкосрпска етничка територија се смањивала углавном на југозападу, где се производило копање камена и водила изградња индустриалних предузећа.
- Лужичкосрпски Ускрс (1925)
- Лужичке Српкиње на послу (до 1934. године)
- Антилужичко-
српски католички бискуп
 К. Шрајбер

### Период националсоцијализма
На изборима за Рајхстаг 1932. године већина Лужичких Срба, пре свега у пруском делу Лужице, гласала је за нацисте. Само у католичкој области Горње Лужице већина бирача је гласала за партију Центрум. Са доласком на власт нациста 1933. године против Лужичких Срба почео је отворени терор. Власти су сугерисале становништву да Лужички Срби могу да постану ослонац за непријатељске државе — Чехословачку и Пољску. Многи лужичкосрпски патриоти били су ухапшени, а национално оријентисани свештеници и учитељи почели су се принудним путем исељавати из Лужице. Друштво
„Соко”, Лужички сељачки савез и ред новина били су затворени. Везе са Чехословачком и другим словенским земљама биле су забрањене. Од 1933. до 1936. године у иностранству одржане су акције протеста против германизације и угњетавања Лужичких Срба. У заштиту Лужичких Срба у Чехословачкој били су организовани стотине митинга, у јулу 1933. године у Мњихово Храдиште одржана је тридесетохиљадита демонстрација. Чешко Друштво пријатеља Лужице је позвало да спасе културу лужичкосрпског народа. У септембру 1933. године у Лигу народа био је послан заједнички меморандум о стању Лужичких Срба у Немачкој. Тај талас манифестација имао је снажан утицај на Француску, Пољску и Југославију. Новине, укључујући Совјетски Савез, извештавале су о угњетавању Лужичких Срба. После масовних протеста власти су промениле тактику: сада администрација се усредсредила на увођењу између Лужичких Срба нацистичке идеологије.
Руковођење германизацијом Лужичких Срба је преузела на себе организација „Савез немачког Истока”. Лужичкосрпски језик без правог насиља се истискивао из друштвене сфере. При постављању за учитеље предност се давала „чистокрвним Немцима”. Општење деце међу собом у школама се дозвољавало само на немачком језику. Од 1936. године мере против Лужичких Срба и њиховог језика су постајале још оштрије. „Венди” одсада били су Немци који говоре на другом језику; њихово спомињање пак у штампи је морало да ишчезне. Лужичкосрпски надгробни натписи су морали бити уклоњени. Око 60 назива насеља су били замењени с лужичкосрпског на немачко звучање.
Године 1934. у Радибору и 1935. године у Хојерсверди одржане су светковине за песму, студенти на митингима су изражавали тежњу да сачувају лужичкосрпску самобитност. „Домовина” је одустала од учлањивања у „Савез немачког Истока” и усвајања новог статута од новембра 1936. године, према коме она морала да се назива „Савез Немаца који говоре вендски”. 18. марта 1937. године њен председник П. Недо је добио од управе Бауцена саопштење, према коме због одбијања да усвоји нови статут све акције „Домовине” одсада су се разматрале „као управљене против очувања друштвеног мира, безбедности и поретка”. Објављивање саопштења у вендској штампи се није дозвољавало. Тог дана „Домовина” је била фактички укинута. Ипак нека месна и културна лужичкосрпска друштва су настављала да делују. После тога су били ликвидирани сви лужичкосрпски новине и часописи, забрањени сви савези и друштва. Од 1937. до 1938. године у Прагу се издавао рукописни часопис Gmejska heja, који је постао неке врсте хроника фашистичког терора у лужичкосрпској Лужици. До средине 1939. године су настављала да излазе из штампе лужичкосрпска издања — календар Krajan и часопис „Католски посол” јер нису улазила у лужичкосрпску штампарију и била су под заштитом католичке цркве. До коначне окупације Чехословачке 15. марта 1939. године у Прагу обуставиле су рад организације: Друштво пријатеља Лужице и „Сербовка”, затворио се часопис „Ческо-лужицки вјестњик”. Према попису становништва 1939. године у Немачкој живело је 425 Лужичких Срба. Јавна делатност Матице лужичкосрпске, која је променила назив у Лужичко књижевно друштво, била је забрањена. Године 1941. имовина Матице са библиотеком и архивом била је конфискована. Многи фондови библиотеке, као и архива, били су уништени. Такође су били затворени лужичкосрпски музеј, штампарија, издавачко предузеће и књижара. Трајало је принудно исељавање лужичкосрпске интелигенције и хапшења. Председнику „Домовине” је било забрањено да се појављује у отаџбини. Године 1940. Р. Хајдрих издао је наредбу према којој би лужичкосрпски учитељи требало да буду подвргнути депортацији и делимичном физичком уништавању. Крајем ове године из Лужице били су протерани 25 учитеља, сви католички свештеници и 11 евангелистичких пастора. Кроз затворе и концлогоре прошли су лужичкосрпски радници Јан Циж, Јуриј Циж, Ј. Мешканк, К. Јанак. Нису доживели до завршетка рата А. Андрицки и М. Гролмусец, који су се налазили у логорима.

#### Планови масовне депортације Лужичких Срба и крај рата
Године 1940. Химлер је подржао тврдњу професора Универзитета у Лајпцигу Отоа Рехеа, према којој Лужички Срби имају словенско порекло и зато би их требало сматрати „најнижом расом“, у основи није погодном за германизацију. Химлеровом меморандумом „О поступању са туђинцима на Истоку” од 15. маја 1940. године је предложена депортација Лужичких Срба (заједно са другим словенским мањинама, попут Словенаца у Аустрији) у тзв. Генерално губернаторство за формирање радне војске Словена. При том, становништво Генералног губернаторства је морало да укључи поред „остатака инфериорног месног становништва” и становништва „источних провинција”, које је било депортирано овамо, такође и становништво различитих подручја Немачке са „инфериорним људским и расним квалитетима”. Око Божића 1940. године католички бискуп (Legge) сазнао је од саветника у Бауцену да ће цео лужичкосрпски крај бити исељен. Химлеров план није спроведен због пораза на источном фронту после 1942. године. Хитлер је желео да се одложи решење вендског питања до краја рата. Фирер је планирао исељавање Лужичких Срба у Алзас-Лорену, а Француза — на реку Шпреју. Како је писао историчар М. Семирјага, „само победа Совјетског Савеза… спасла је лужичкосрпски народ од пропасти у рудницима Алзас-Лорене”.
Током Другог светског рата готово сви млади мушкарци су били позвани на фронт. Део њих се одрекао свог народа, и променуо своја презимена. Лужичкосрпски антифашисти борили су се у пољским, словачким, совјетским и јужнословенским партизанским јединицама. У последњим данима рата била је уништена зграда „Лужичкосрпског дома” на пијаци Лауенграбен у Бауцену. 19. априла 1945. године Црвена армија је почела ослобођење Лужице од немачке војске: Лужицу су ослабађали трупе Првог украјинског фронта под вођством маршала Коњева и Друге пољске армије на челу са генералом Сверчевским. 21. априла Бауцен је био ослобођен.
- А. Андрицки је био умртвљен у концлогору Дахау
- Школа „Ј. Хежка”, који је 1944. године погинуо на путу према југословенским партизанима[325]
- М. Гролмусец умрла је у концлогору Равензбрик

### Послератни период (1945—1949)

#### Национални покрет (1945—1946)
Такође погледајте: Покушај Лужичких Срба да се отцепе од Немачке (1945—1946)

„…Тражимо од чехословачког народа и владе да нам
 помогну и нас приме одлуком савезника у своју
 државу. …Ослободите такође нас, Лужичке Србе,
 заувек из немачких канџи. Не желимо више
 да живимо под вођством немачког народа
 који нас је увек угњетавао… Не дозволите да пропадне
 најмањи словенски народ у срцу Европе!”

У Бауцену. 1. јуна 1945. године.
 Лужичкосрпски национални комитет.
Почетком 1945. године Лужички Срби из Кроствица су створили Комитет Лужичких Срба (глсрп. Komitej Łužiskich Serbow). 9. маја у Прагу је основан Лужичкосрпски национални комитет (глсрп. Łužiskoserbski narodny wuběrk, ЛСНК), који је био наследник Лужичкосрпског националног комитета, образованог 1918. године. На чело ЛСНК-а је стао светштеник Јан Циж, којег су Американци пустили из концлогора Дахау. ЛСНК је почео агитацију за одвајање Лужице од Немачке. 10. маја 1945. године у Кроствицу је обновљена „Домовина”. На њено чело стао је П. Недо, којег је Црвена армија пустила из затвора у Потсдаму. Почетком септембра ЛСНК је преселио у Бауцен и ујединио се са „Домовином”. У Прагу је остало одељење ЛСНК-а под вођством Јурија Цижа. У меморандуму од 12. маја 1945. године Лужички Срби су поставили питање о „тесној сарадњи са суседном Чехословачком под заштитом победничког Совјетског Савеза”. У „Меморандуму Лужичких Срба — словенског народа у Немачкој који моли за ослобођење и припајање Чехословачкој” од 1. јуна 1945. године се садржао предлог основати јединствену административну покрајину Лужице (површине око 10 хиљада км², са становништвом од 900 хиљада људи: „у границама суседне Чехословачке под заштитом Совјетског Савеза”). Влада Чехословачке морално и финансијски је подржала Лужичке Србе: у чехословачким градовима Варнсдорф и Чешка Липа је створена лужичкосрпска гимназија, организоване су лужичкосрпске радио-емисије и издавање лужичкосрпских текста у Румбурку. У јесен 1945. године је образован Лужичкосрпски национални савет (глсрп. Łužiskoserbska narodna rada) на челу са Јаном Цижем, који се концентрисао на питањима спољне политике. Тражећи независност Лужице, Лужичкосрпски национални савет се обраћао с меморандумима Е. Бенешу, Стаљину и Организацији уједињених нација. У децембру 1945. године је образован лужичкосрпски Словенски комитет.
Дана 7. јануара 1946. године Национални савет је донео нови меморандум о пријему Лужичких Срба у УН. У марту 1947. године „Домовина” се обраћала с новим меморандумом конференцији министара спољних послова у Москви који је садржао предлог унети у мировни уговор тачку о политичкој самосталности Лужице и обавезати Немачку да надокнади штету, причињену лужичкосрпском народу. Совјетски историчар М. Семирјага, који је радио у совјетској администрацији у Источној Немачкој, писао: „захтеве лужичкосрпских сепаратиста су неубедљиве… Лужичкосрпском народу могу бити пружене могућносте за његов слободан развитак само у оквиру јединствене, независне, демократске Немачке”. У фебруару 1948. године, због бесперспективности даљег отпора и повећаног притиска од стране власти, ЛСНК је одлучио да се распусти.

#### Друштвени живот
У току аграрне реформе породице сељака, пољопривредних радника и пресељеника у Лужици добили су просечно 5 хектара земље. Тако, у Нешвицу племићки велики посед породице Фитингхоф-Риш површине 2000 хектара је подељен између 80 лужичкосрпских и немачких сељака и пољопривредних радника. Године 1946—1948. бригаде лужичкосрпске омладине су радиле у иностранству, укључујући и у Jугославији, углавном на изградњи железница и ауто-пута. У октобру 1946. године група од 14 људи под вођством Јана Налија упутила се на изградњу пруге Брчко—Бановићи. Године 1947. бригада од 38 момака и девојака под вођством Ј. Брезана упутила се на изградњу пруге Шамац—Сарајево. Политички спор између Стаљина и Тита од јесени 1948. године учинио је немогућим даљи односи између Лужичких Срба и Југославије.
Године 1947. на Поштанском тргу у Бауцену почела је изградња нове зграде Лужичкосрпског дома. У новембру 1948. године радио-станица Дрездена почела је да емитује лужичкосрпски програм. 23. марта 1948. године ландтаг Саксоније донео је Закон о очувању права лужичкосрпског становништва. У Бранденбургу борба за националну равноправност Лужичких Срба одржавала се теже. У априлу 1948. године председник Јединствене социјалистичке партије Немачке (ЈСПН) у Бранденбургу В. Пику писао је да је покрет Лужичких Срба у Бранденбургу неприметан. 12. септембра 1950. године влада Бранденбурга донела је аналогичан закон у погледу Лужичких Срба Доње Лужице. После Другог светског рата германизација Лужичких Срба се убрзала након пресељавања у Лужицу Немаца из Чехословачке и Пољске.
- Споменик совјетским војницима (1945)
- Споменик пољским војницима (1945)
- Карта Лужице, ЛCНК (1945)
- Немачки велики посед у Нешвицу који је био експроприсан после аграрне реформе 1945. године[348]

### Немачка Демократска Република
„„Домовина” неће подржавати асимилацију, али ни томе
 неће се опирати. Желимо да водимо политику
 апсолутне добровољности…: ко је од Лужичких Срба одлучио
 да говори и пише немачки… — његов је посао…
 Наравно је да смо подржавали процес индустријализације
 и наставићемо да га подржавамо — упркос чињеници
 да објективно прети лужичкосрпској националној супстанци.”

Из разговора председника „Домовине” К. Кренца и
 пољског новинара М. Азембског (1970).
Година 1950-их појавили су се Институт за лужичкосрпски народопис, Институт сорабистике на Лајпцишком универзитету, Лужичкосрпска педагошка школа у Бауцену, издавачко предузеће „Домовина”, Државни ансамбл лужичкосрпске народне културе, лужичкосрпске школе. 11. јануара 1951. године изашле су директиве за реализацију закона „О очувању права лужичкосрпског становништва”, који је обавезао локалне органе власти округа Бауцен, Каменц, Лебау, Хојерсверда и Ниски да објављују наредбе на немачком и лужичкосрпском језику. Саобраћајни знаци, имена насеља и табле на службеним зградама у овим окрузима су морали бити написани на на оба језика. Убудуће са обновом лужичкосрпске штампе и школа се десио културни успон лужичкосрпског народа. Године 1952. Лужички Срби су се нашли у два округа НДР-а — Котбуском и Дрезденском. Подручје расељавања Лужичких Срба 1950-их година била је око 6 хиљада км², од којих је три четвртине била Горња Лужица. Дужина ове територије била је 105 км са севера на југ и 48 км са запада на исток.
Од почетка 1950-их година ЈСПН почела је да претендује на водећу улогу у решењу лужичкосрпских питања. Године 1950. председник „Домовине” П. Недо под притиском ЈСПН-а био је принуђен да поднесе оставку. Председник „Домовине” (1953—1973) К. Кренц водио је ову организацију ка потпуној зависности од ЈСПН-а. 22. марта 1953. године из Герлица почело је емитовање лужичкосрпске радио-редакције. 1. септембра 1956. године у Бауцену је отворен Дом лужичкосрпске уметности. Током периода постојања НДР-а у издавачком предузећу „Домовина” излазила је из штампе разнолика црквена књижевност. Средином 1950-их година због изградње електрана и комбината за прераду мрког угља „Шварце Пумпе” у округ Котбус дошао је знатан број немачких радника. При том, многа лужичкосрпска села су нестала. Лужички Срби који су иступали против таквог развитка догађаја, били су кажњени па чак и ухапшени. Крајем 1950-их година подршка развитка лужичкосрпског језика и културе битно се смањила. Инструкција из 1962. године је наређивала предавање у школама природних наука и математике само на немачком језику. Од 1962. до 1964. године број ученика на лужичкосрпском језику је смањен са 12.800 на 3.200. Али од средине 1970-их број ученика почео је да расте. Од почетка 1950-их до 1979. године број лужичкосрпских школа је смањен са 140 на 61. Од 1965. до 1989. године једанпут у четири-пет година су се одржавали фестивали лужичкосрпске културе. Према уставу НДР-а из 1968. године Немачка Демократска Република постала је „социјалистичка држава немачке нације”.
У 1970-им годинама сарадници Института за лужичкосрпски народопис АН НДР-а написали су „Историју Лужичких Срба” у четири тома. Средином 1980-их година „Домовина” почела је дијалог с католичком и евангелистичком црквом. 11. новембра 1989. године одржано је прво заседање Лужичкосрпског националног састанка, који се појавио као опозициони покрет током револуционарних догађаја у НДР-у. Тај састанак постављао је циљ одолевање административно-територијалног дељења Лужице. Током демонстрација 1989. и 1990. године у Лужици појавиле су се пароле: „Странци и Венди — напоље!”, „Комунисте и Лужичке Србе су у гасне коморе!”
- Фестивал лужичкосрпске културе у Бауцену (1980)
- Лужичкосрпска четврт у Котбусу (1986)
- Протести у Клитену против ширења површинских копова (1990)

### Поново уједињена Немачка
„Сорабистика — у већој мери
 него филологије других народа, —
 испуњавала је код Лужичких Срба
 национално-педагошке функције,
 функције формирања националне
 идентичности и националне самосвести”.

В. Цајл. „Славистика у Немачкој” (1994).
Године 1991. је основан Фонд лужичкосрпског народа, који се финансира од стране федералне владе и власти покрајина Саксонија и Бранденбург, и издваја средства за развој лужичкосрпске културе, науке и школовања. Године 1992. у Бранденбургу и 1993. године у Саксонији су донети закони о дечјим установама који су предвиђали могућност отварања у дечјим вртићима лужичкосрпских и двојезичких група. Године 1998. се појавила нова модел дечјих вртића Witaj („добродошли!”), где деца у процесу игре уче да говоре лужичкосрпски.
У априлу и мају 1992. године су донети устави федералних покрајина Бранденбург и Саксонија који предвиђају подршку лужичкосрпског језика и културе. Година 1994. и 1999. федералне покрајине су донеле Закон о обезбеђивању права Лужичких Срба у покрајини Бранденбург и Закон о правима Лужичких Срба у Слободној држави Саксонија.
У јануару 2000. године у Бауцену неколико стотина Лужичких Срба одржали су протестну демонстрацију против планираног затварања две лужичкосрпске средње школе. У августу 2001. године у Кроствицу одржан је протестни митинг против планова смањења лужичкосрпских школа, где је присуствовало око 1200 људи. Током посете немачког канцелара Г. Шредера у Чешку у септембру 2003. године чешко Друштво пријатеља Лужице одржало је протестну демонстрацију против смањења лужичкосрпских школа у Саксонији.
Од 1924. године као резултат освајања налазишта угља у Лужици било је потпуно или делимично срушено више од стотину села (Дирлих, 2008). Према подацима Архива срушених села у Новом Рогову до 2007. године било је исељено 136 насеља.
- Рушење лужичкосрпског села Хорно за ширење површинског копа Јаншвалде (2004)
- Површински коп Нохтен на северу Горње Лужице (2009)
- Скулптура у несталом селу Лакома